# Route européenne

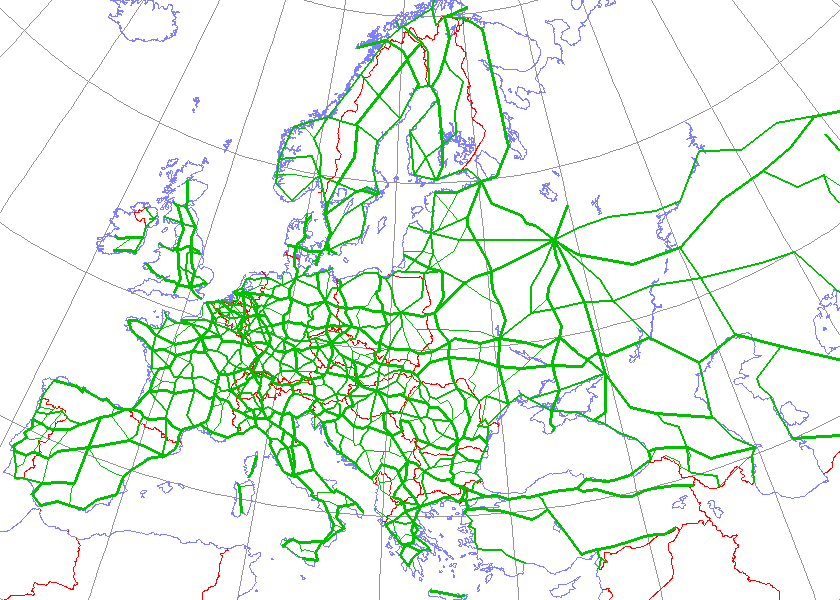
Le réseau de routes européennes s'étend du Portugal au Kazakhstan
(en rouge les frontières de 1990, en vert les routes européennes, à terme de type « autoroute »).

Une route européenne est une route du réseau routier européen dont la numérotation est sous la responsabilité de la Commission économique pour l'Europe des Nations unies (UNECE), en vertu d'un accord européen sur les artères internationales principales du trafic (AGR), fait à Genève le 15 novembre 1975.
Afin de s'affranchir des numérotations nationales, les routes européennes bénéficient d'une numérotation européenne qui ne varie pas d'un pays à l'autre.

## Manque d'harmonisation
La numérotation de ces routes est unifiée, mais les législations nationales, les normes et les signalisations et notamment les limitations génériques de vitesse varient selon les pays traversés.
Pour cette raison, l'Europe a besoin d'harmoniser ces routes, mais deux approches, et deux réseaux de routes européennes existent : les routes appartenant au RTE-T, et les routes du réseau E, bien qu'une partie de réseau soit commune.
Ainsi, en 2004, pour l'UE25, pour 73 000 km de réseau commun, il existe 17 800 km spécifique au réseau RTE-T, et 14 400 km au réseau E.
L'UNECE a ainsi défini les standards du réseau E qu'elle ne peut financer, alors que l'UE finance le réseau RTE-T qu'elle ne normalise pas.

## Histoire et cadre juridique

Route européenne E40

La notion de réseau de routes d'Europe existait déjà dans des temps anciens ; en 1848, les routes de postes et grandes routes d'Europe vont jusqu'à Kherson et Moscou.
- En 1950, Déclaration de grande route de trafic international, signé à Genève, modifié en 1961 [4]
- En 1975, Accord européen sur les grandes routes de trafic international (AGR) du 15 novembre 1975[5]
- En 2002, TRANS/SC.1/2002/3 mise à jour de l'Accord européen sur les grandes routes de trafic international (AGR) du 15 novembre 1975 [5],[6].
- En 2008, ECE/TRANS/SC.1/384 ACCORD EUROPÉEN SUR LES GRANDES ROUTES DE TRAFIC INTERNATIONAL (AGR) [5].

Autres documents de référence :
- TRANS/SC.1/377/Add.1,
- ECE/TRANS/16)

D'après les textes, sont parties prenantes de ces accords les États qui ont recours à la signature sans réserve de ratification, acceptation ou approbation ; à la signature sous réserve de ratification, acceptation ou approbation, ou suivie de ratification, acceptation ou approbation ; l'adhésion. La ratification, l’acceptation, l’approbation ou l’adhésion s’effectuent par le dépôt d’un instrument en bonne et due forme auprès du Secrétaire général de l’Organisation des Nations unies.
En 2008, les pays frontaliers suivants ne sont pas parties prenantes de ces accords : Syrie, Irak, Iran, Afghanistan, Chine, bien que certaines routes européennes y soient connectées, mais ces pays peuvent adhérer en tout ou partie aux Routes internationales dans l'Arabie orientale ou au Réseau routier asiatique.

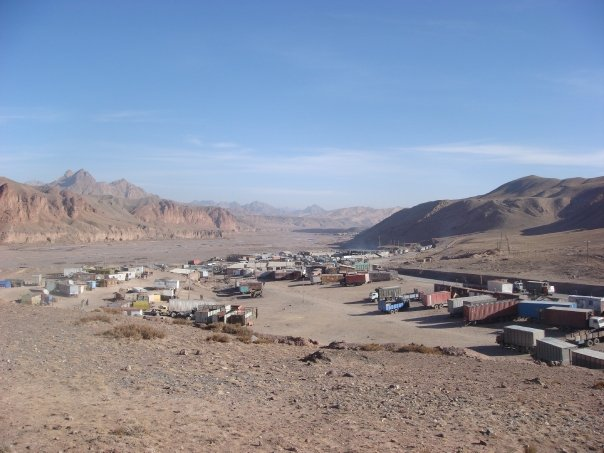
Extrémité est de la E60 à Irkeshtam (en) au Kirghizistan à la frontière avec la Chine.
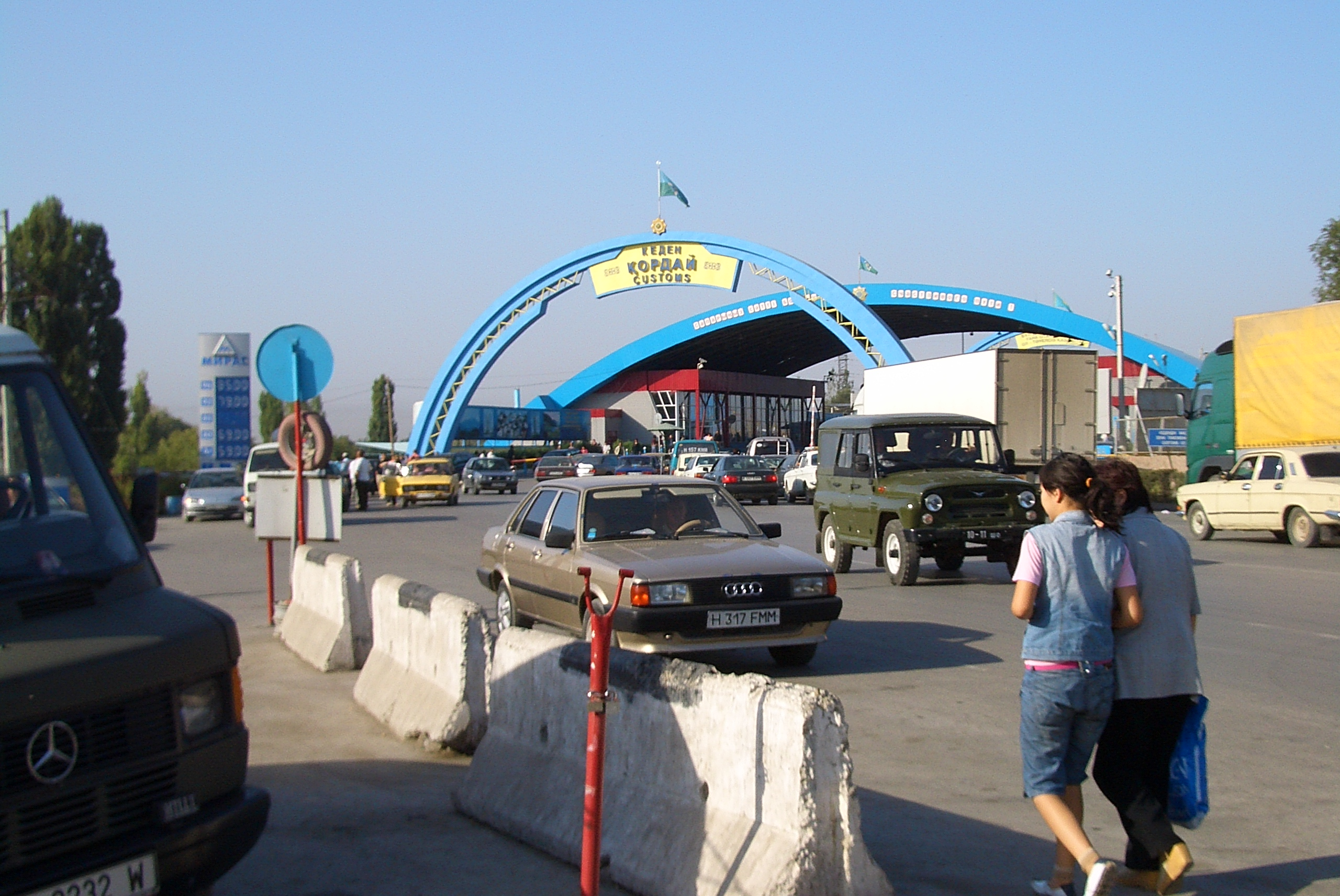
Route E40 à Kordaï à la frontière entre le Kazakhstan et le Kirghizistan
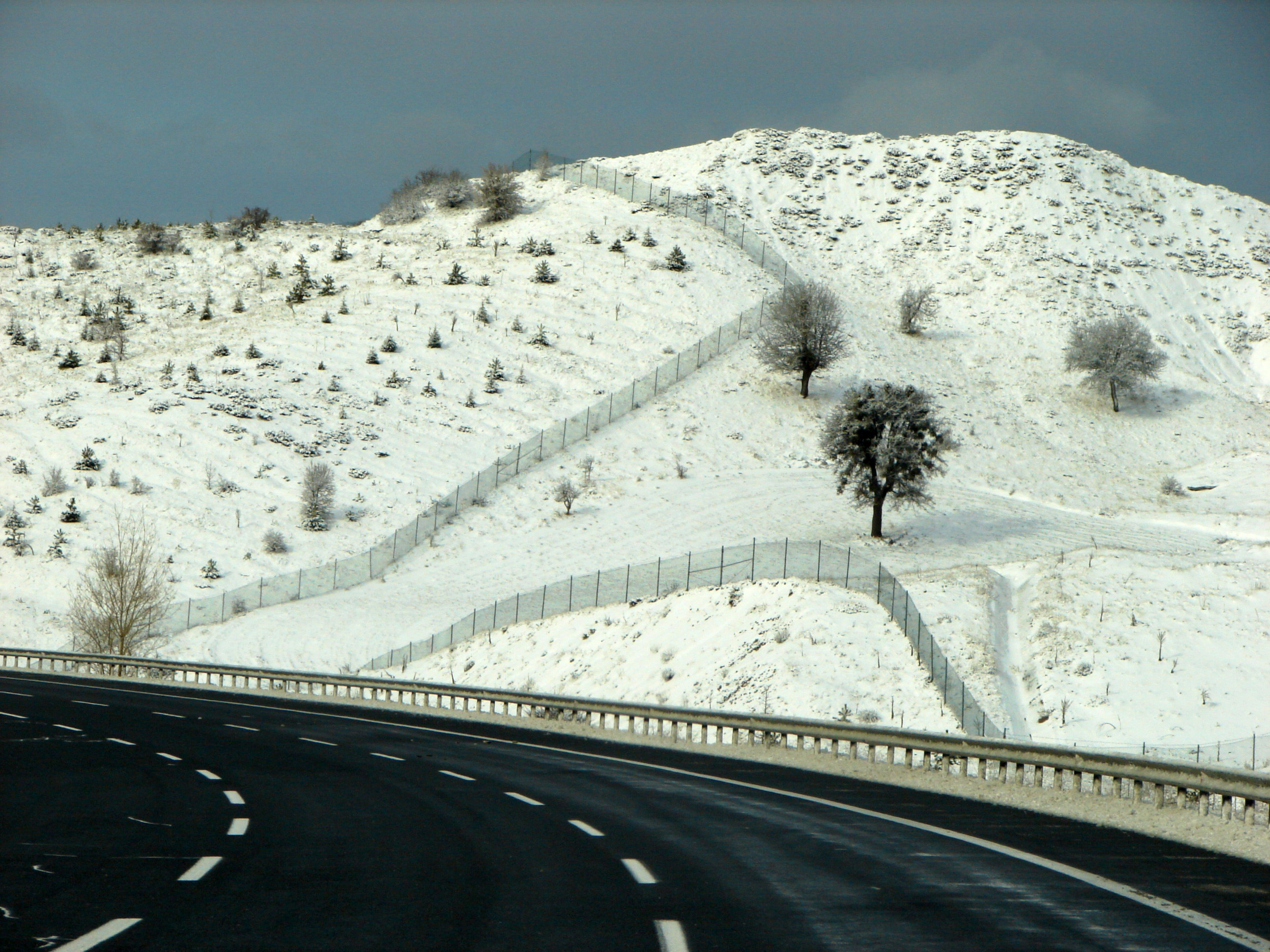
Route européenne de type autoroute entre Ankara et Istanbul
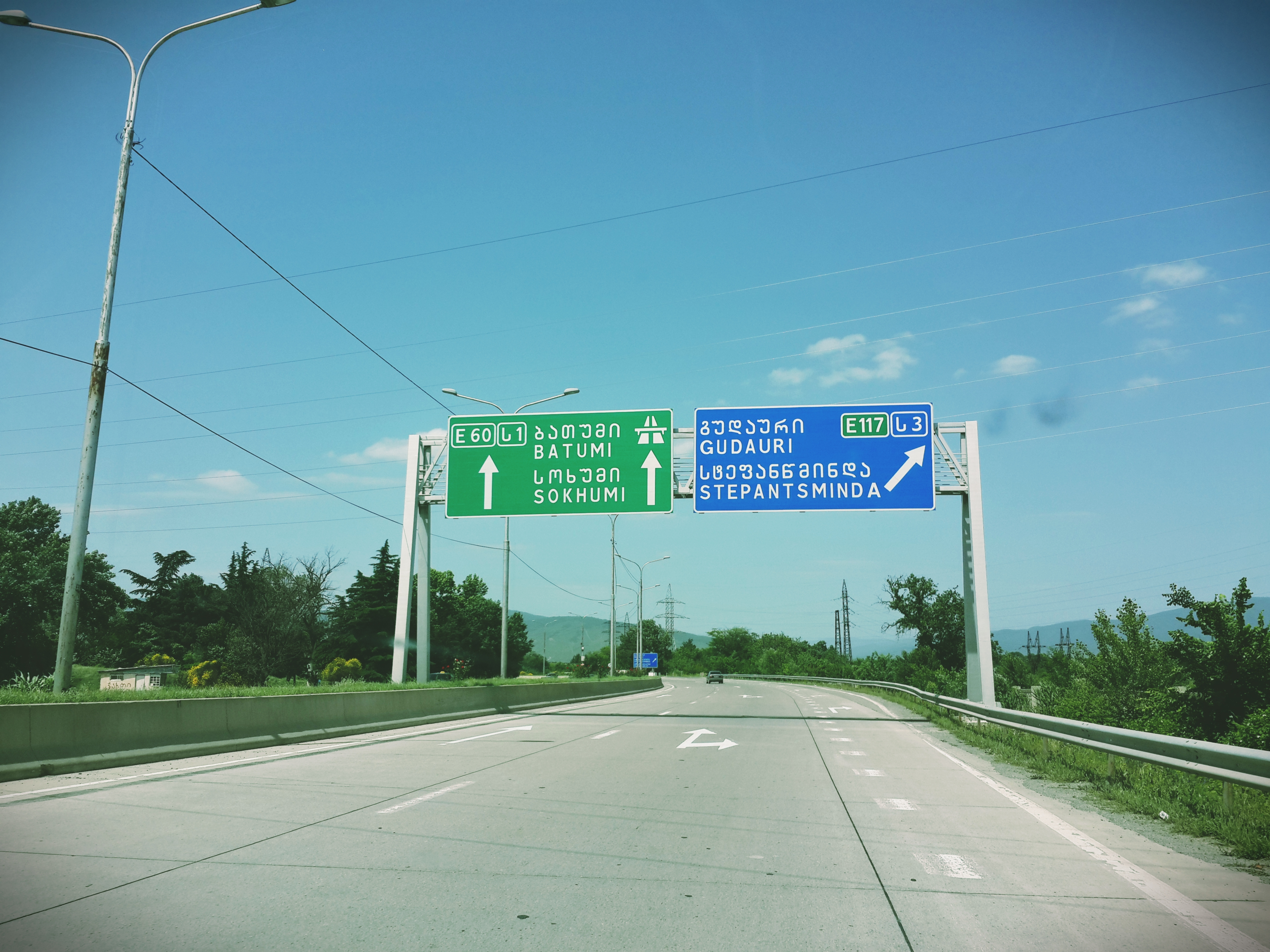
E60 et E117 près de Mtskheta en Géorgie
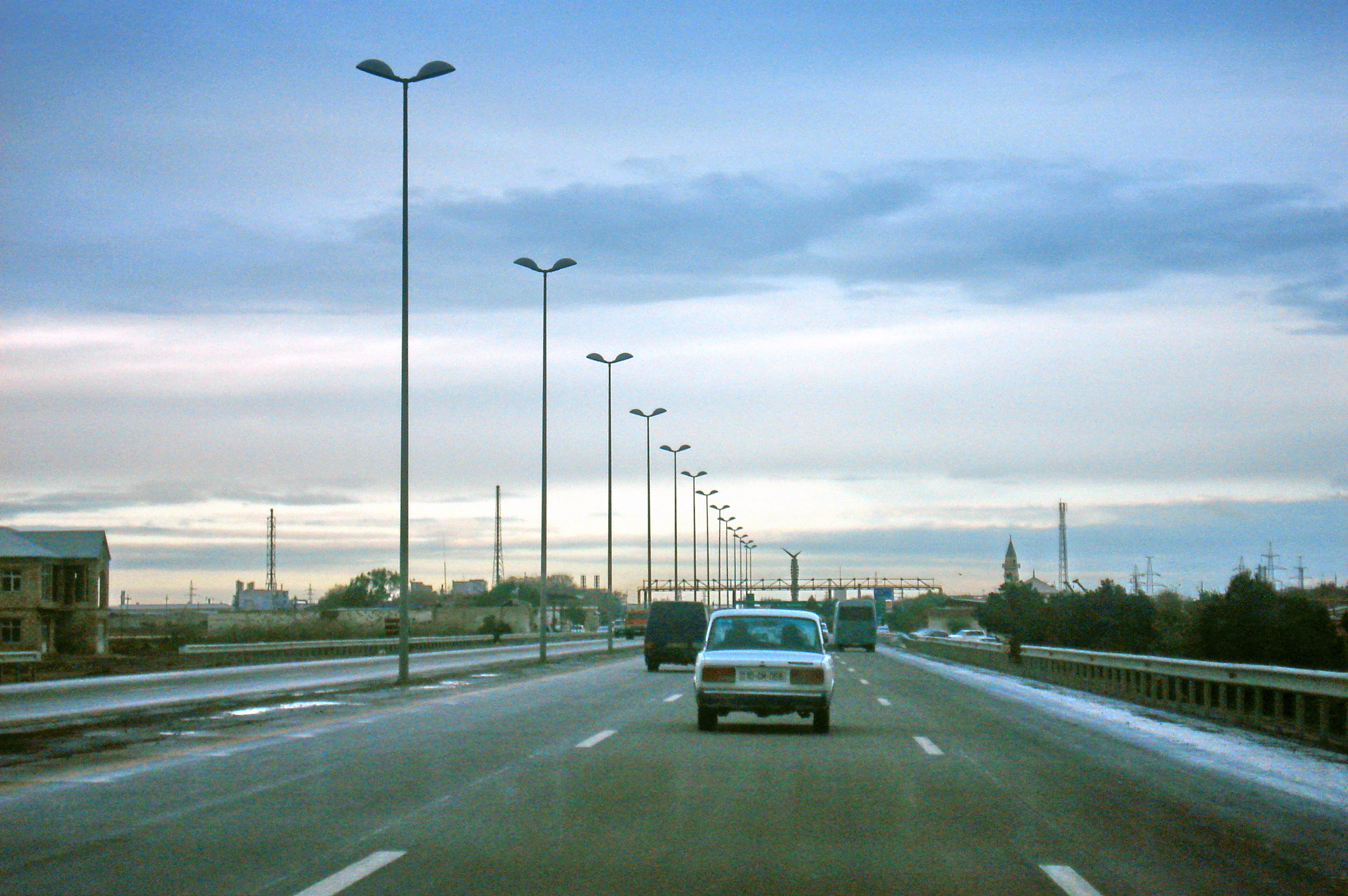
E119 en Azerbaïdjan
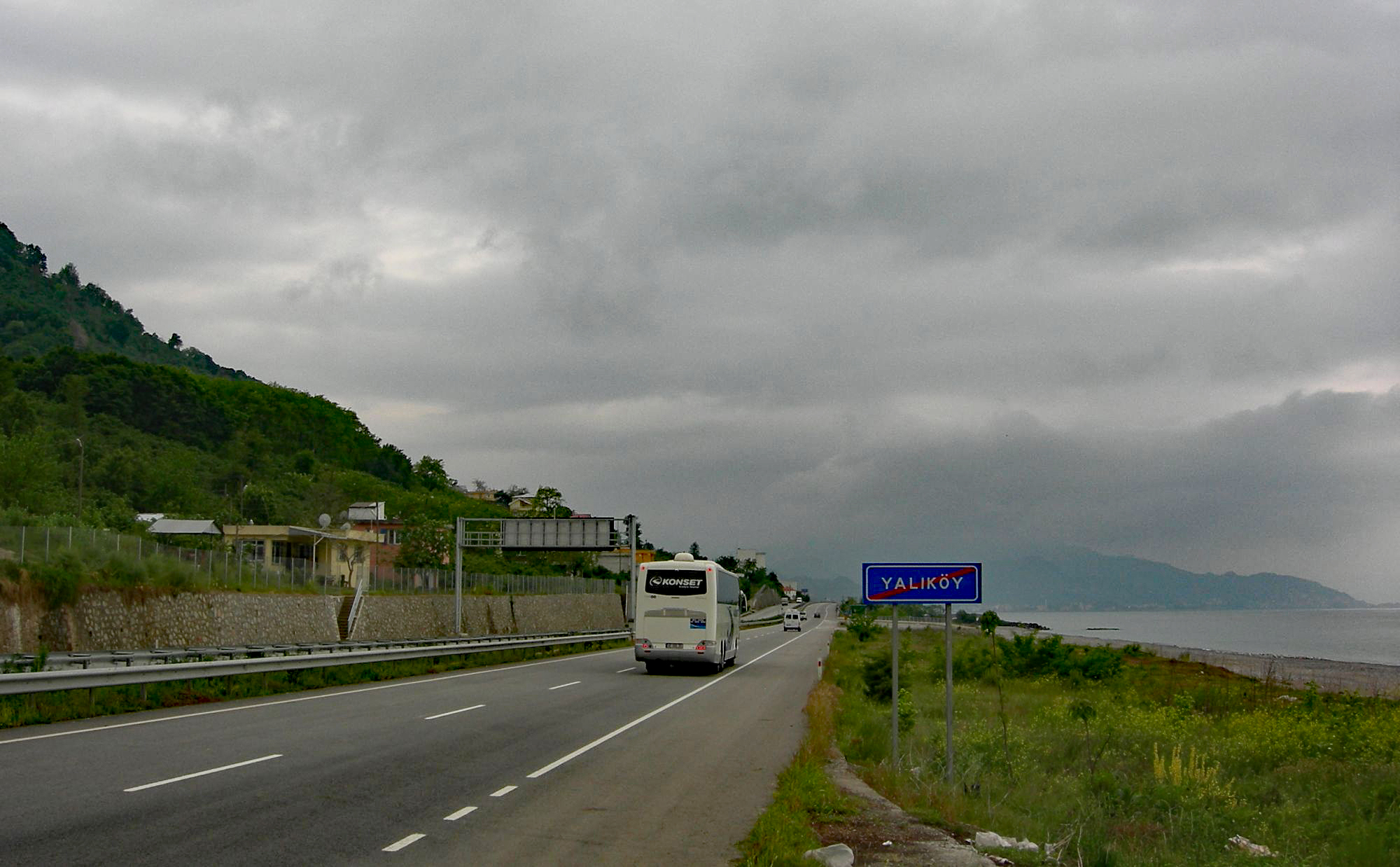
Route européenne E70 Au bord de la mer Noire à Yalıköy (Turquie)
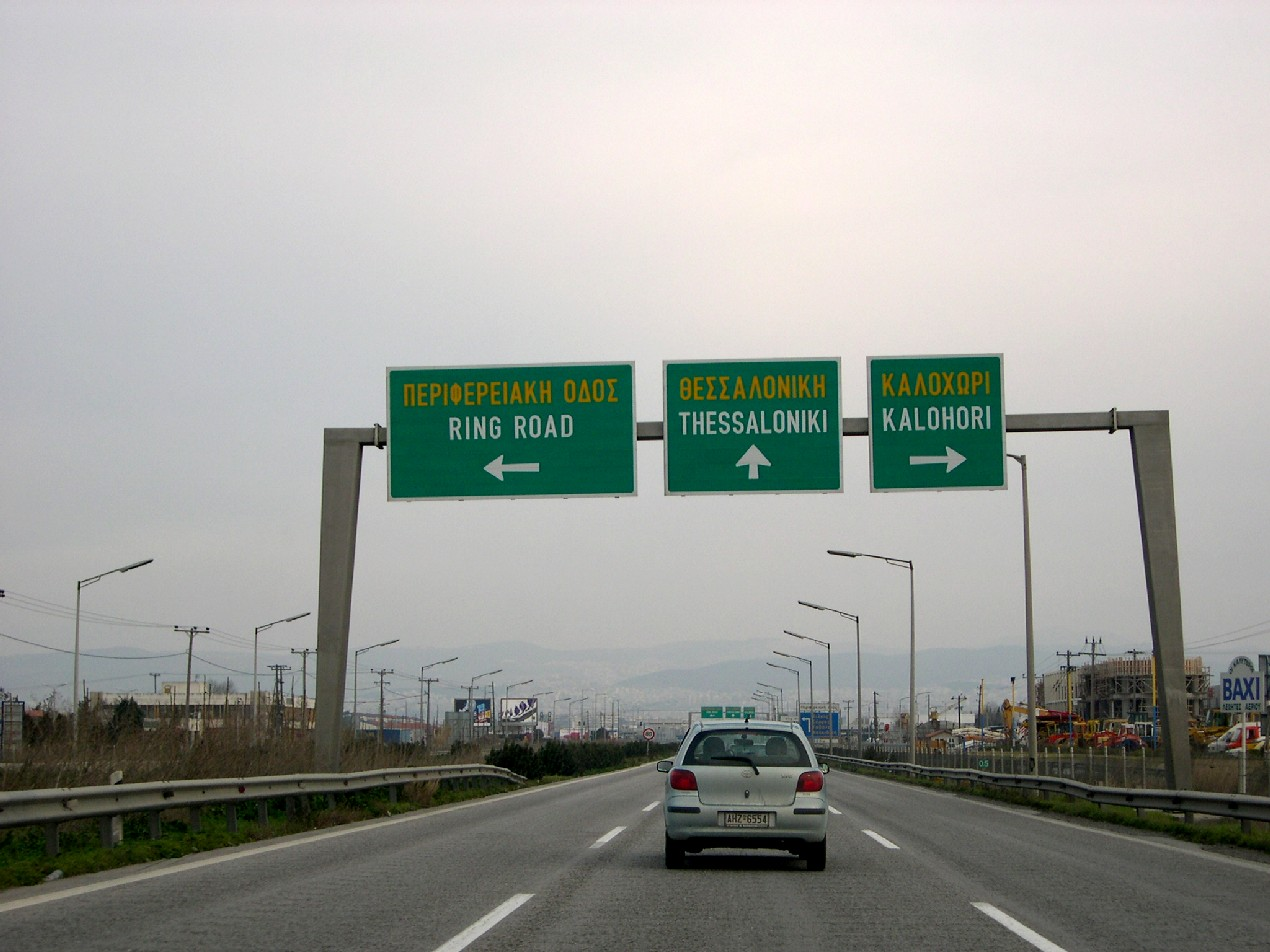
Route européenne E75-E90 Yunanistan Grèce.
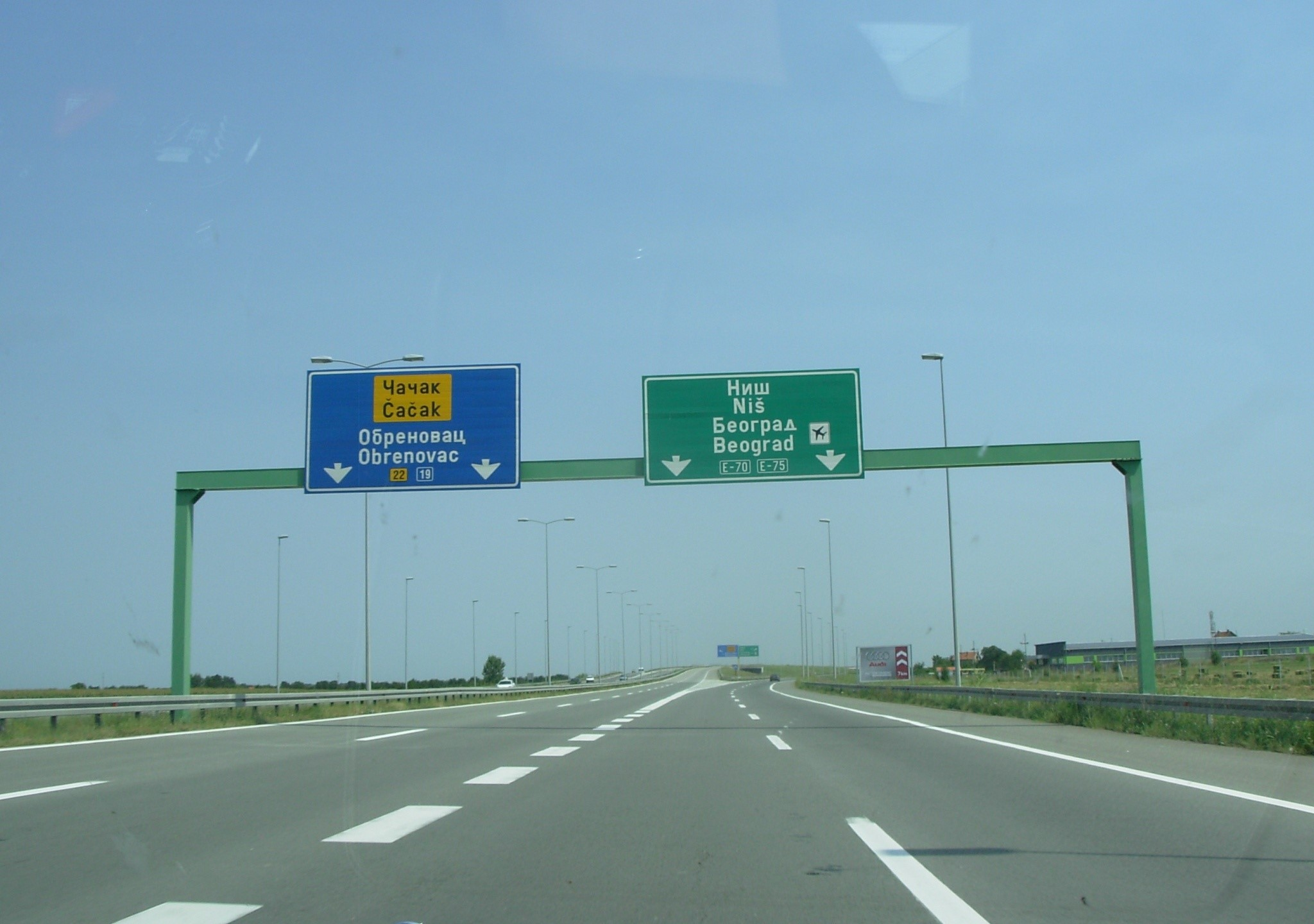
Échangeur autoroutier E70/E75 près du périphérique de Belgrade en Serbie.
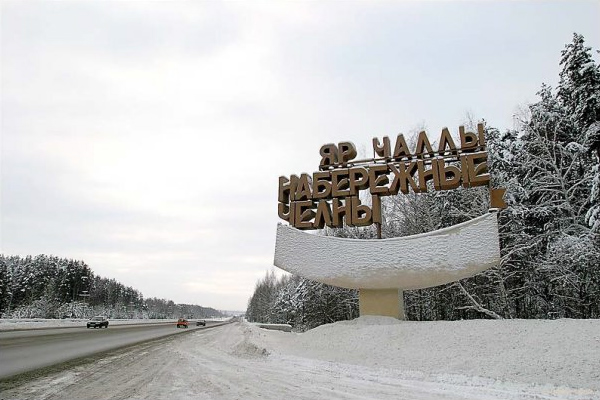
Route européenne Е22 à Naberejnye Tchelny au Tatarstan

### Langues du traité
Si le français et l'anglais, langues originales des textes authentiques ont un statut particulier, le texte a également été traduit et publié dans d'autres langues :
- À l'exception des annexes qui contiennent l'essentiel du traité, celui-ci est disponible en français, italien et allemand sur le site de l'administration fédérale suisse[8].
- En anglais, en français et en russe sur le site de l'UNECE [9].

## Caractéristiques

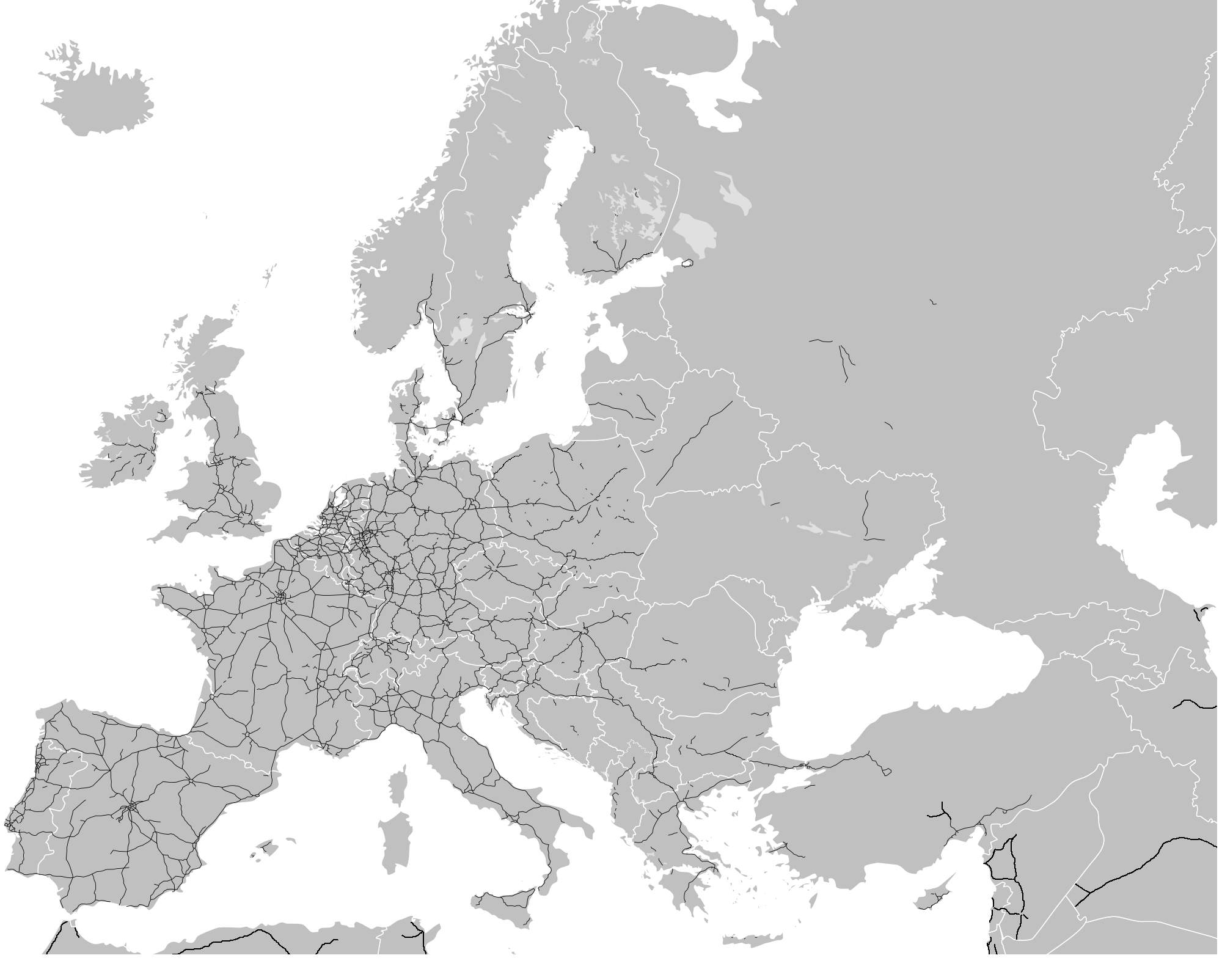
Une partie des routes européennes sont des autoroutes

Certains traités, comme le TRANS/SC.1/2002/3 prévoient trois types de routes : les autoroutes, les routes expresses et les routes ordinaires.
L’autoroute est définie de manière conventionnelle.
En 2002, une route expresse désigne dans le traité une route réservée à la circulation automobile, seulement accessible par des échangeurs ou des carrefours réglementés et sur laquelle, en particulier, il est interdit de s'arrêter et de stationner sur la chaussée.
Mais en 2008, une route expresse désigne une route réservée à la circulation automobile, seulement accessible par des échangeurs ou des carrefours réglementés, qui interdit de s’arrêter et de stationner sur la chaussée et qui, de plus, ne croise à niveau ni voies de chemin de fer, ni voies de tramway, ni chemins pour la circulation de piétons
Une route ordinaire est une route ouverte à toutes les catégories d'usagers et de véhicules. Elle peut être à chaussée unique ou à chaussées séparées. Les routes internationales sont de préférence des autoroutes ou des routes expresses.
| Type de route     | 60 km/h | 80 km/h | 100 km/h | 120 km/h | 140 km/h |
| ----------------- | ------- | ------- | -------- | -------- | -------- |
| Autoroutes        | x       | 80      | 100      | 120      | 140      |
| Routes expresses  | 60      | 80      | 100      | 120      | x        |
| Routes ordinaires | 60      | 80      | 100      | x        | x        |

D'après les traités, les routes européennes ont des voies d'une largeur minimale de 3,50 mètres. La hauteur libre au-dessus de la chaussée ne doit pas être inférieure à 4,5 mètres sous ouvrage.
La largeur minimale recommandée du terre-plein central sur autoroutes et routes à chaussées séparées est d’environ 3 m. Le terre-plein central est usuellement pourvu de systèmes de protection (glissières ou barrières de sécurité). En dehors des tronçons éclairés, pour éviter l’éblouissement des véhicules circulant en sens contraire, un écran artificiel ou une haie est préférablement positionné sur le terre-plein central des autoroutes et des routes expresses ou sur l’accotement lorsqu’une autre route longe la route «E».
Sur les routes européennes, un effort est réalisé pour généraliser l’utilisation de messages non littéraux de dimensions, symboles et caractères normalisés, de manière à être aisément appréhendés par les usagers de différentes origines.
Le traité recommande l’installation de postes de téléphone de secours ou autres, reliés à un centre fonctionnant 24 heures sur 24, sur toutes les catégories de routes internationales.
Le traité recommande l'installation d'une clôture appropriée dans tous les cas où la configuration des lieux laisse craindre la traversée d’animaux, afin de protéger les usagers vis-à-vis de ces animaux.

Autoroutes et routes européennes
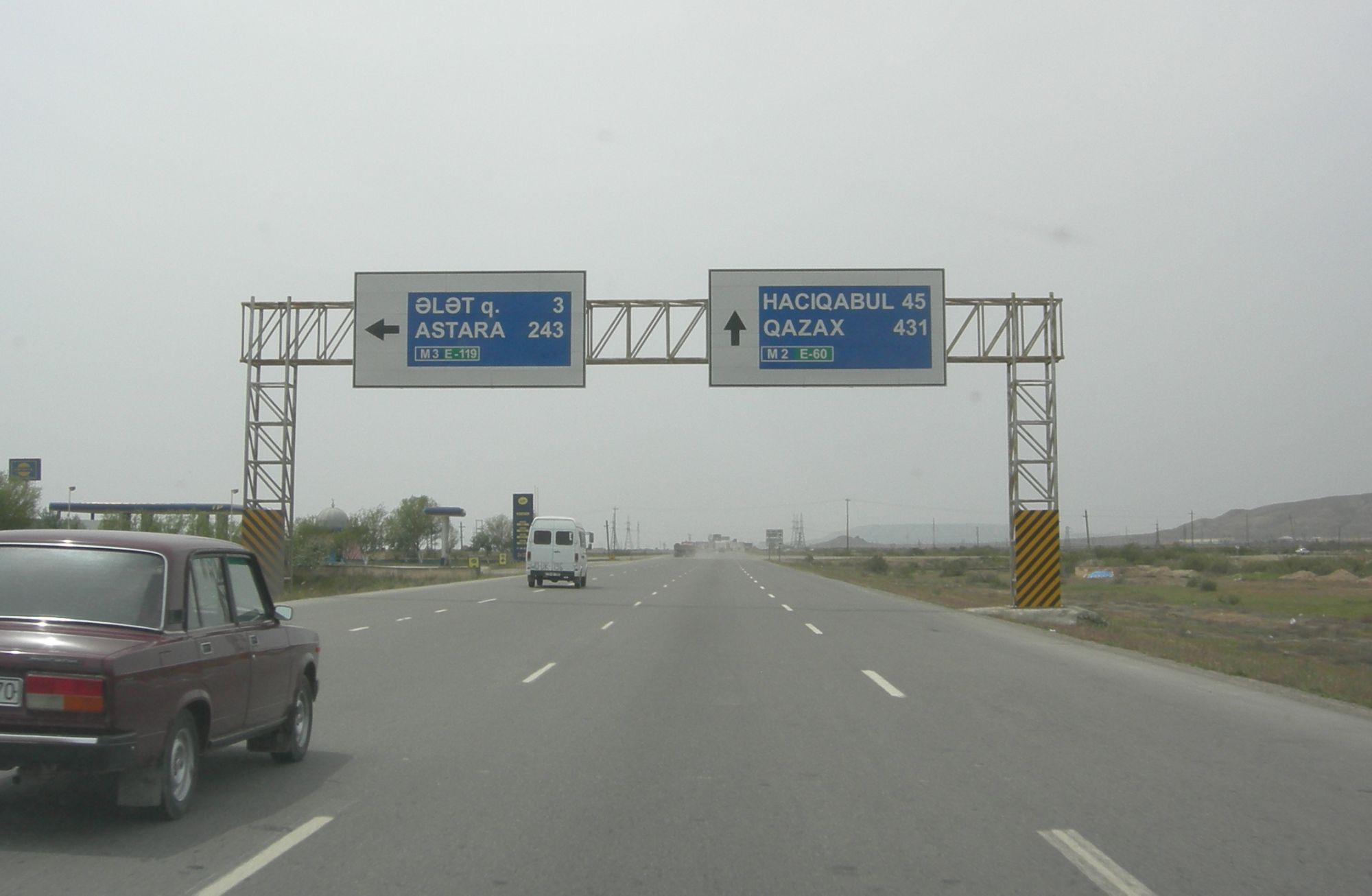
Bifurcation avec la E119 au sud de Bakou, Azerbaïdjan.
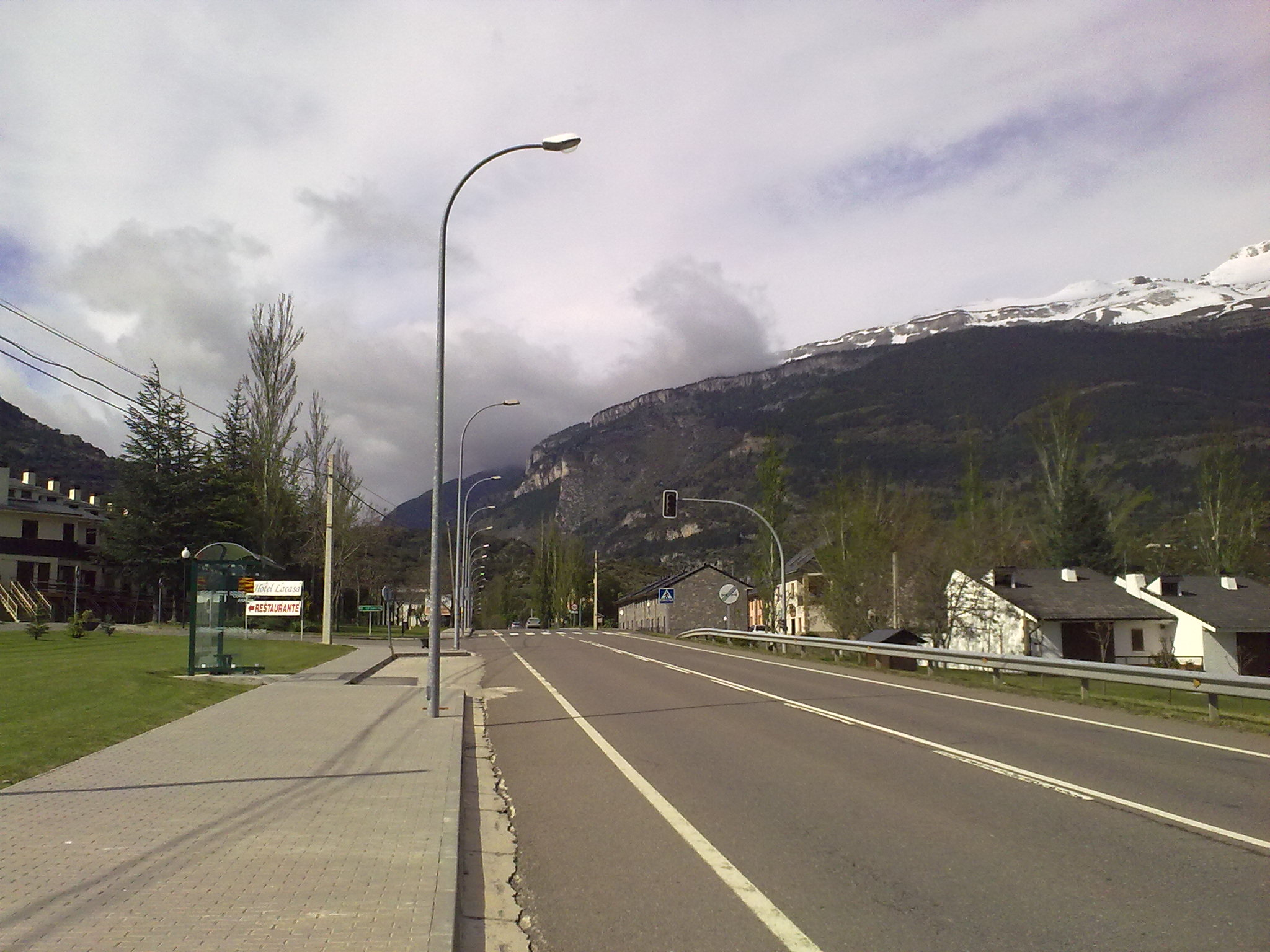
Un passage piéton sur la route E7 à Villanúa en Espagne, communauté d'Aragon, proche de la frontière française.
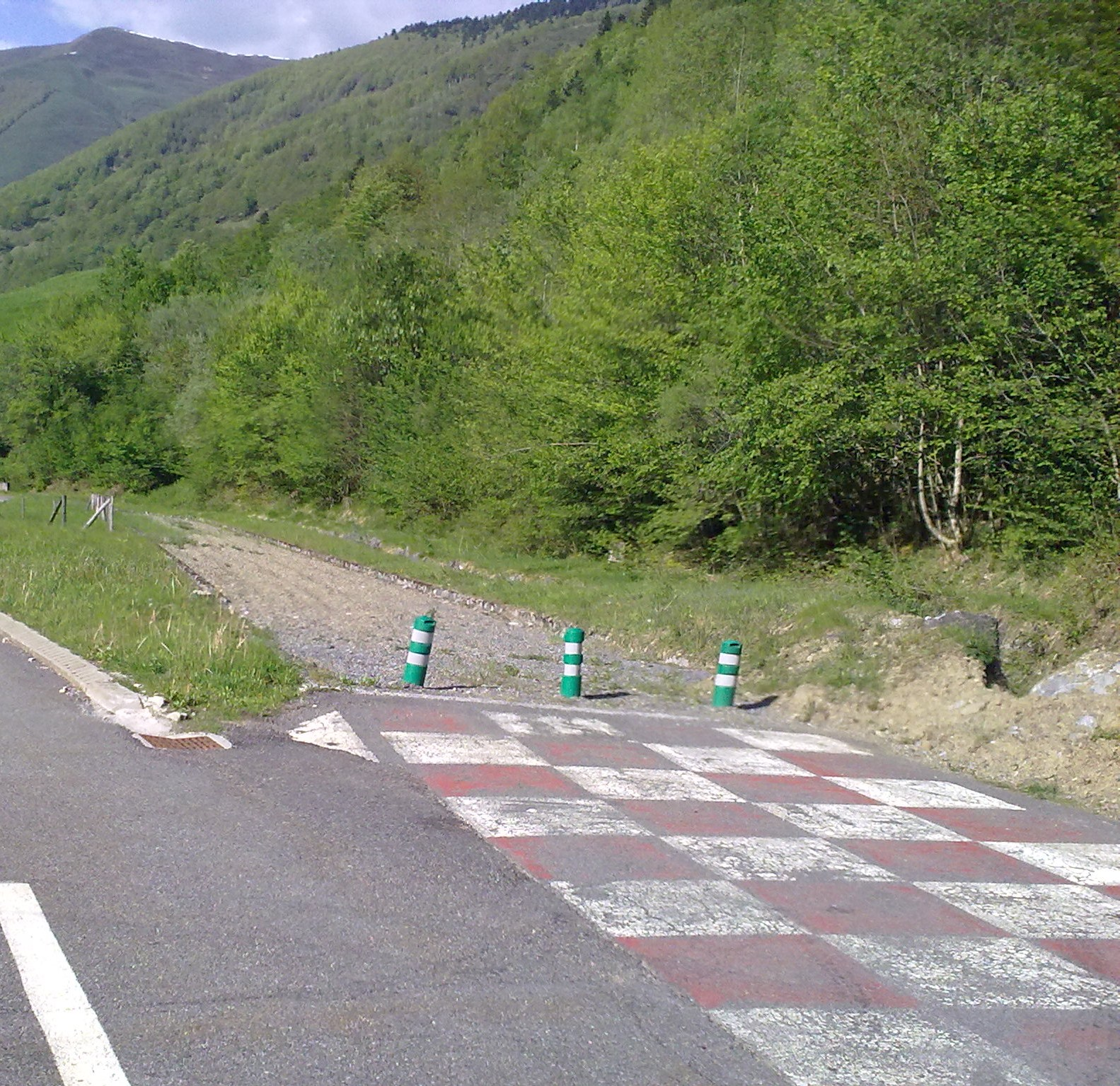
Une voie de détresse de la E7 en vallée d'Aspe, France.
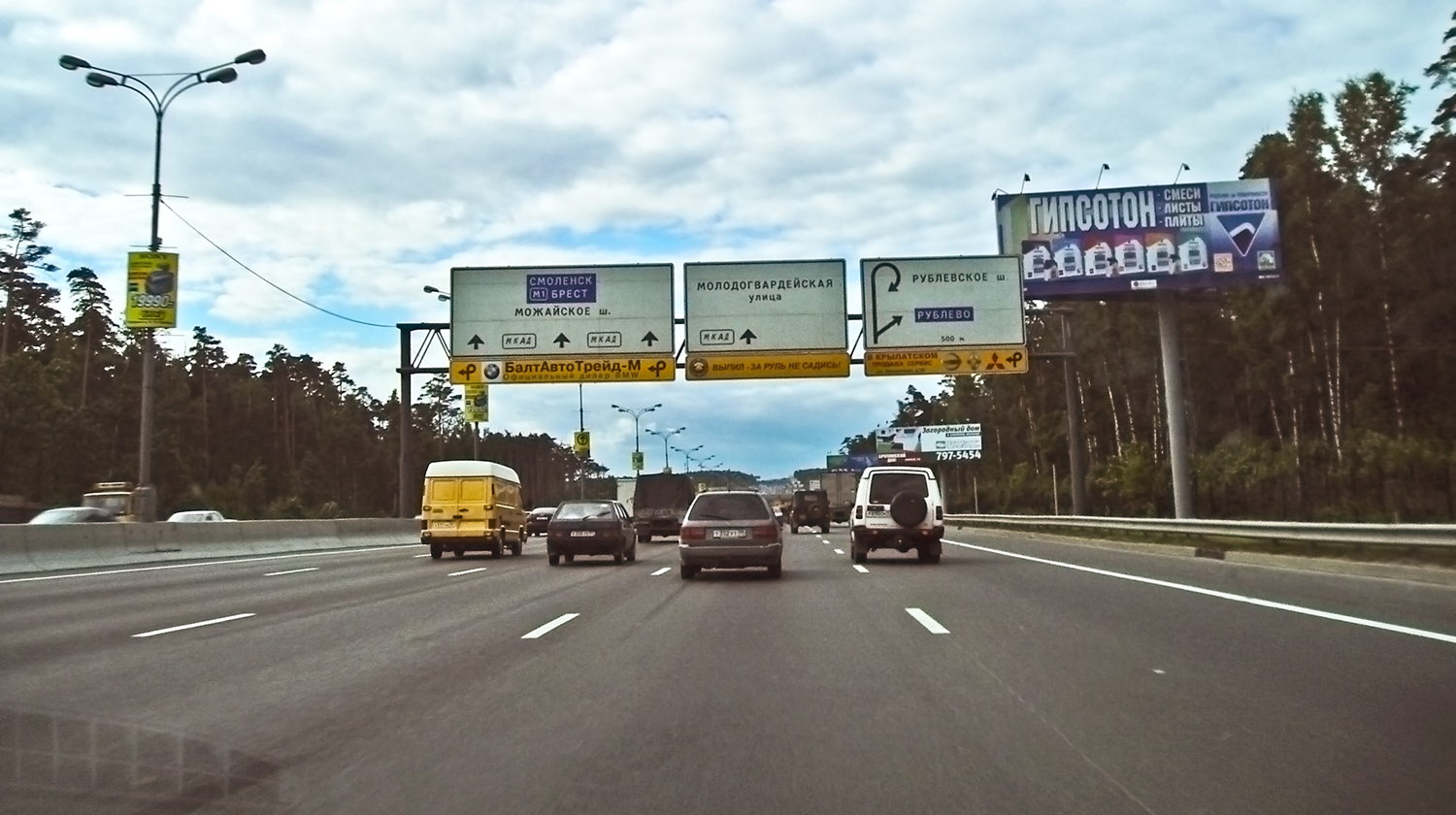
E105 sur le périphérique de Moscou, avec panneaux en cyrillique.
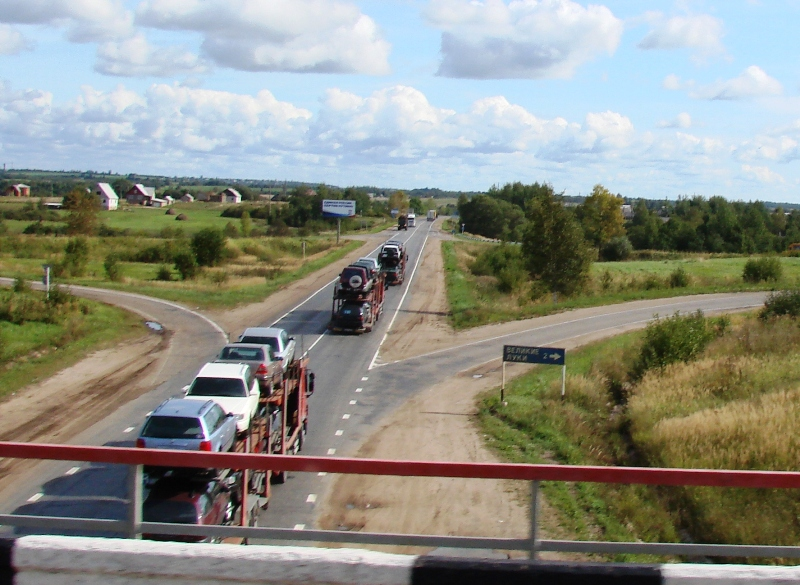
Е22 à Velikié Louki en Russie.
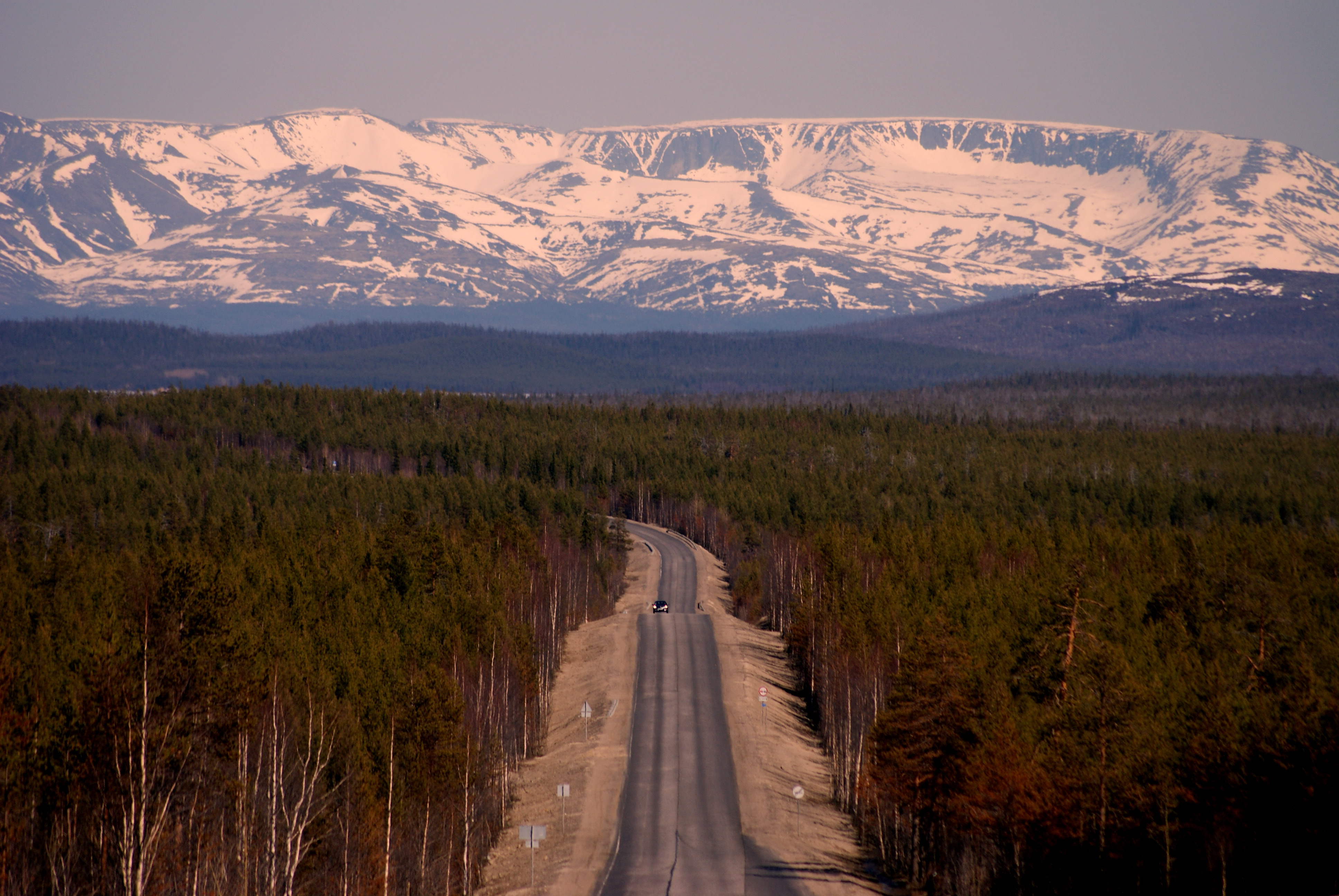
Е105 près du Massif des Khibiny, région, de Mourmansk en Russie
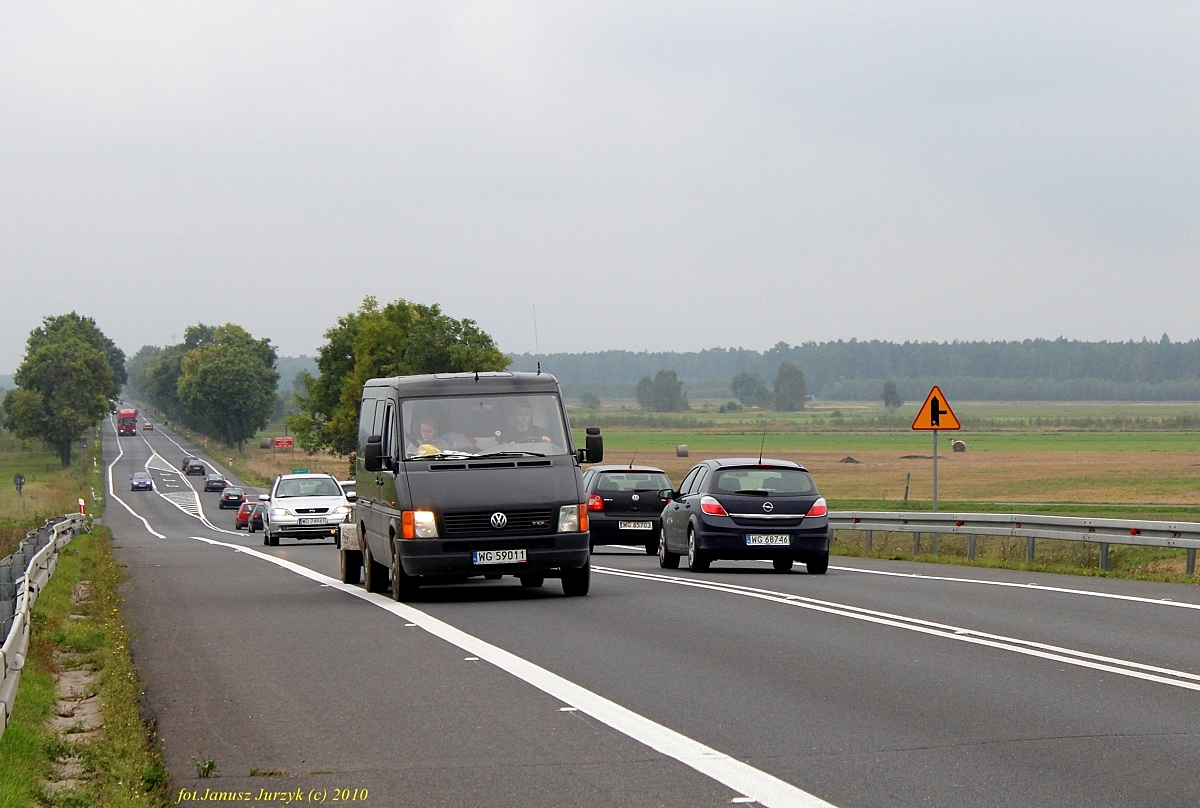
E372 reliant Varsovie à Lviv à double sens.
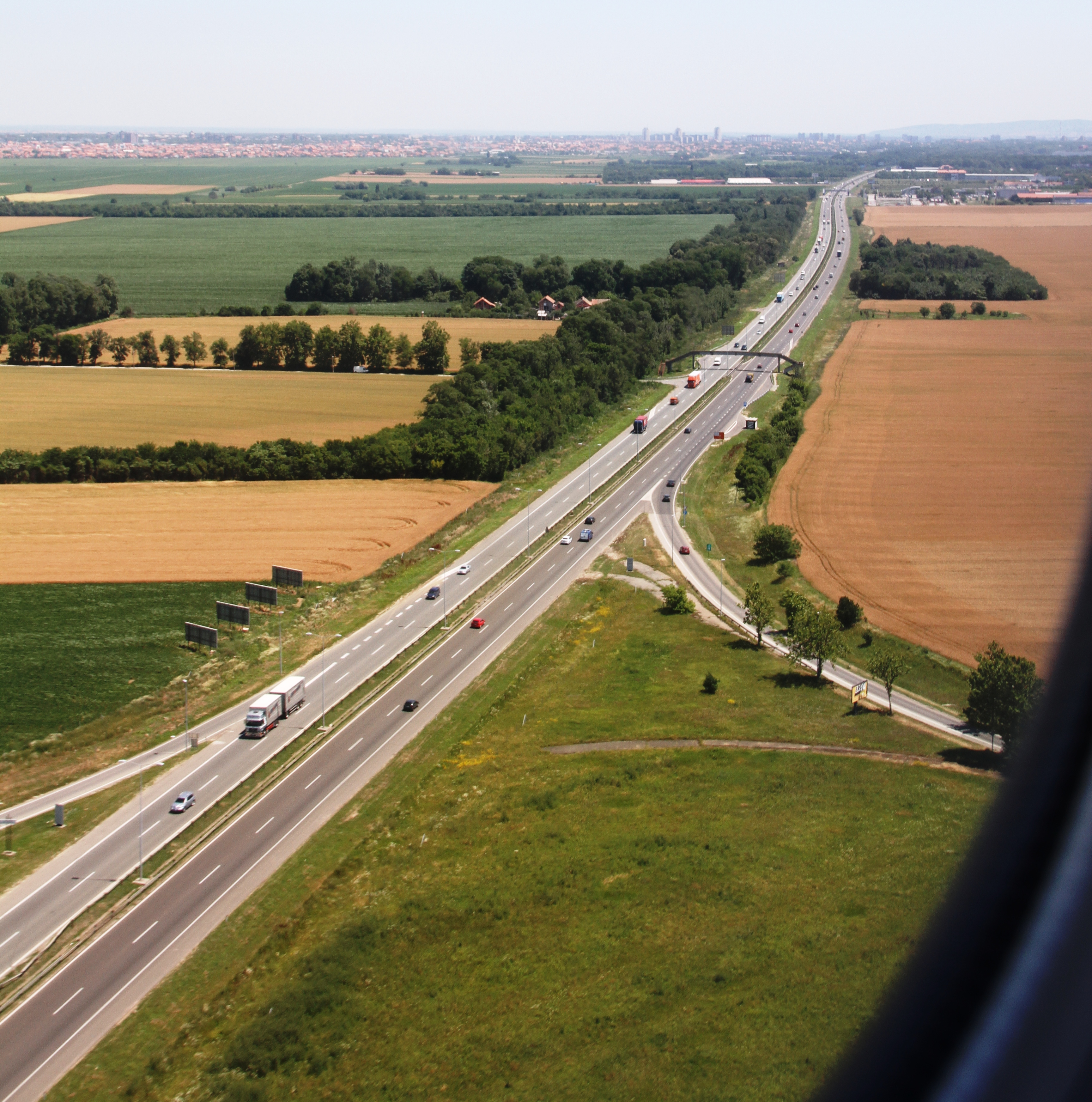
E70 près de l'aéroport de Belgrade en Serbie.
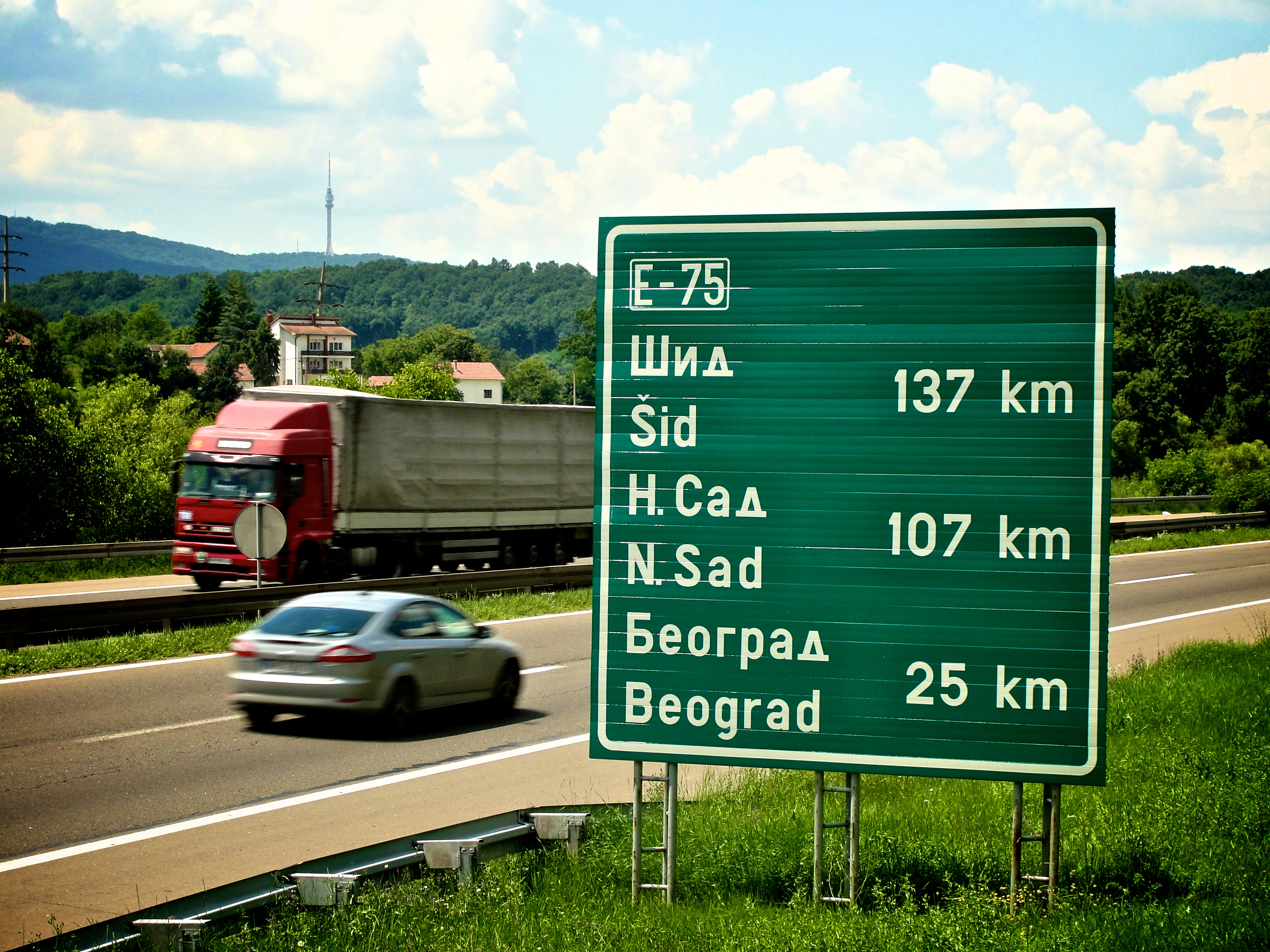
E75 en Serbie.

Croisements autoroutiers de routes européennes
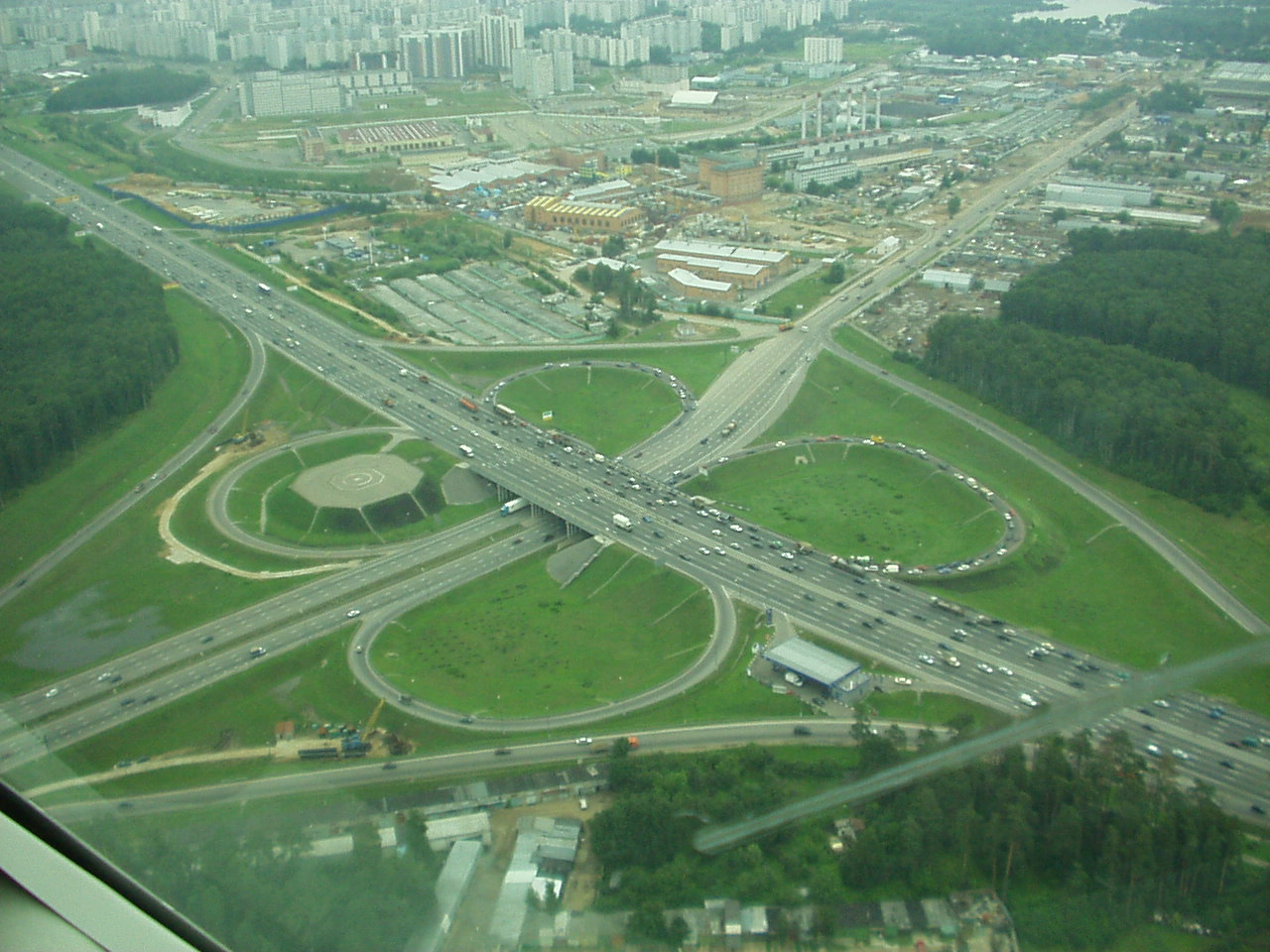
Е22 à Moscou croisement entre la MKAD et la М9.
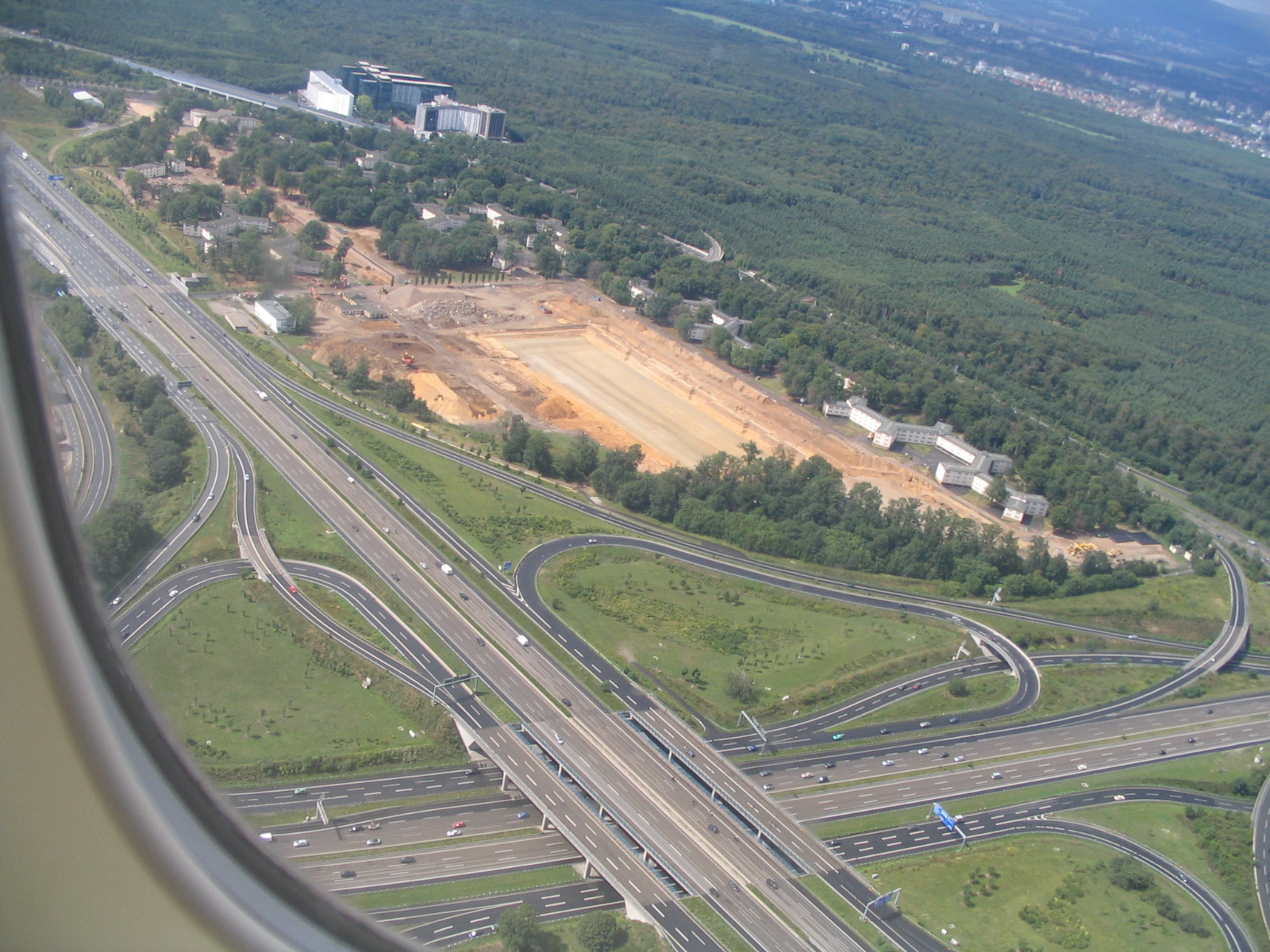
Croisement autoroutier des routes européennes E42 et E451 vers l'aéroport de Francfort-sur-le-Main.

### Équipements de service

Indication d'une aire sur autoroute, et de la distance à l'aire suivante

Le traité prévoit la présence d'équipements de service, notamment aires de repos, aires de service, postes-frontières autoroutiers.
Les aires de repos se trouvent à distance des échangeurs et doivent permettre aux usagers de s’arrêter dans une ambiance permettant au conducteur de se déconnecter de la monotonie de la circulation.
Elles sont annoncées avec la distance à laquelle se trouve l’aire de repos suivante. Le conducteur et les passagers y trouvent généralement des postes d’eau, des tables, des abris et des installations sanitaires.
Les aires de service fournissent des services et prestations comme, le stationnement, le téléphone, les carburants et des installations sanitaires facilement accessibles pour les personnes handicapées physiques. Les zones de stationnement sont séparées de la chaussée de la route E. Un panneau annonçant l’approche d’une aire de service indique la distance à laquelle se trouve l’aire de service suivante.
Aux plates-Formes de péage il existe un élargissement progressif de la chaussée ou des bretelles des échangeurs jusque et au-delà des voies de contrôle.

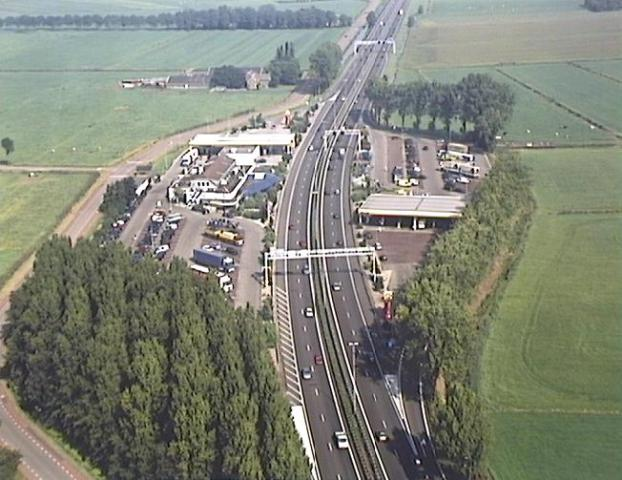
Une aire aux Pays-Bas, sur l'A2.
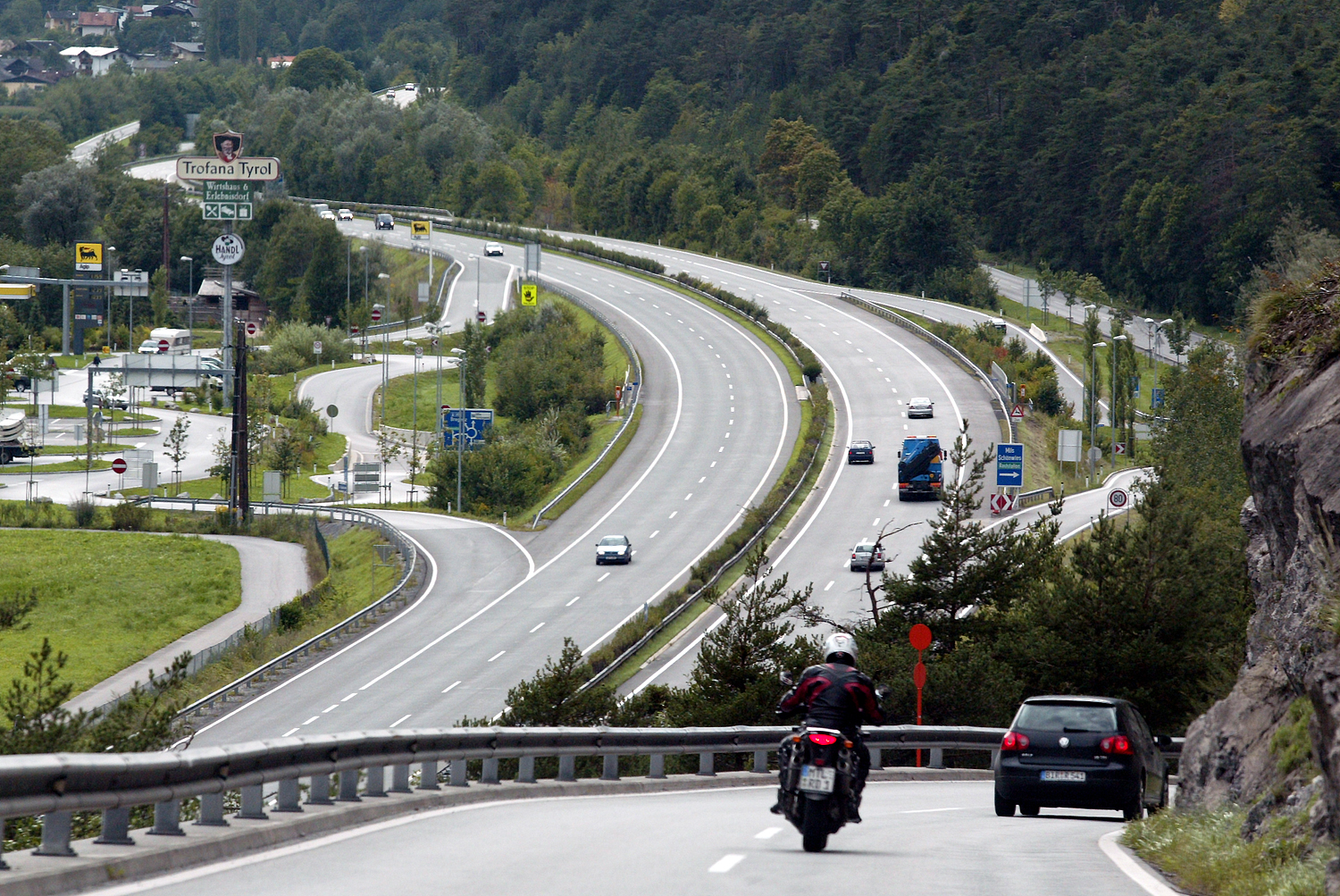
Vues d'une aire avec l'E60 au niveau de l'A12 à Innsbruck, Autriche.
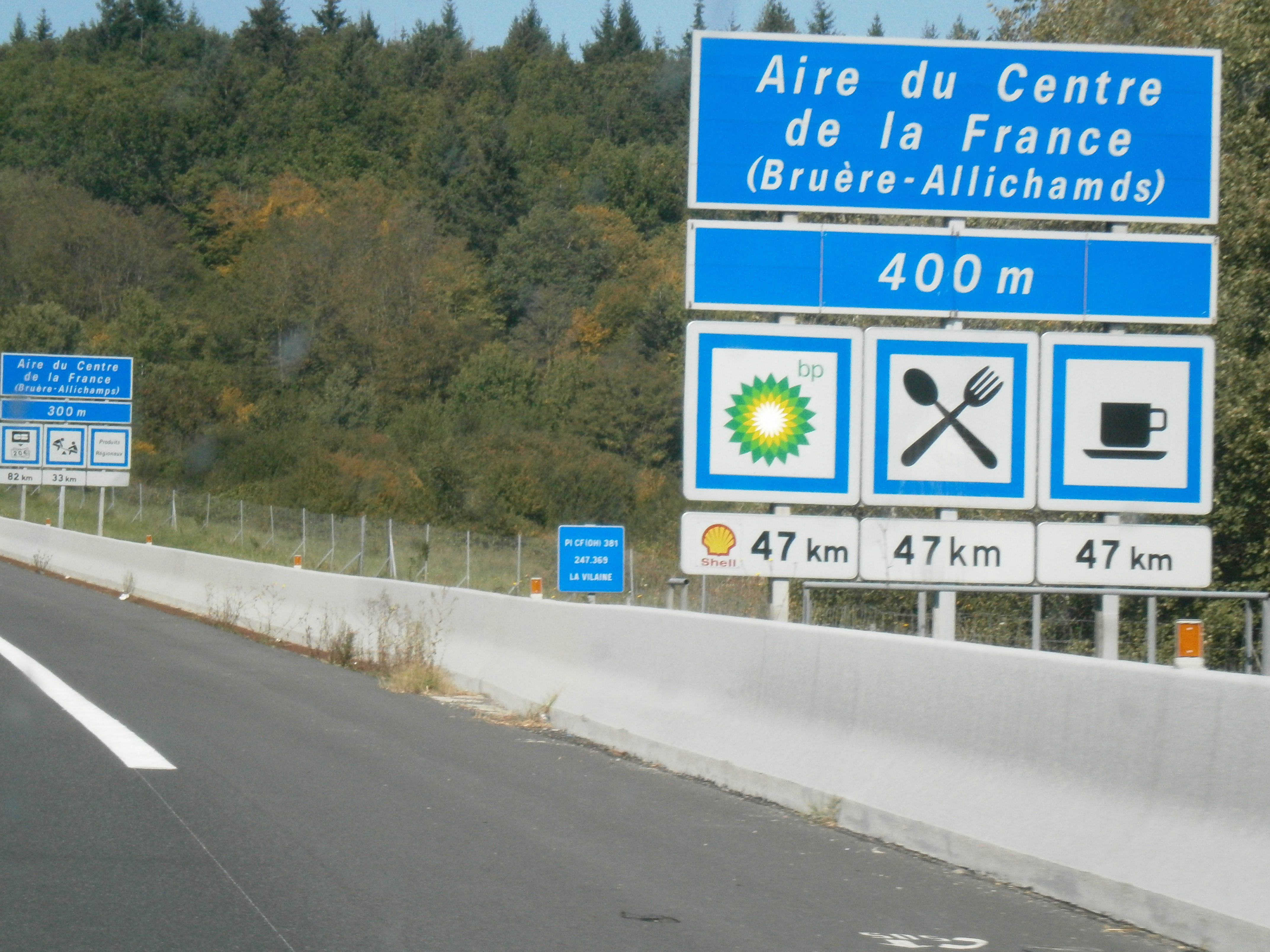
Présignalement d'une aire de services sur l'Autoroute E11 (France) près de Farges-Allichamps (Cher).
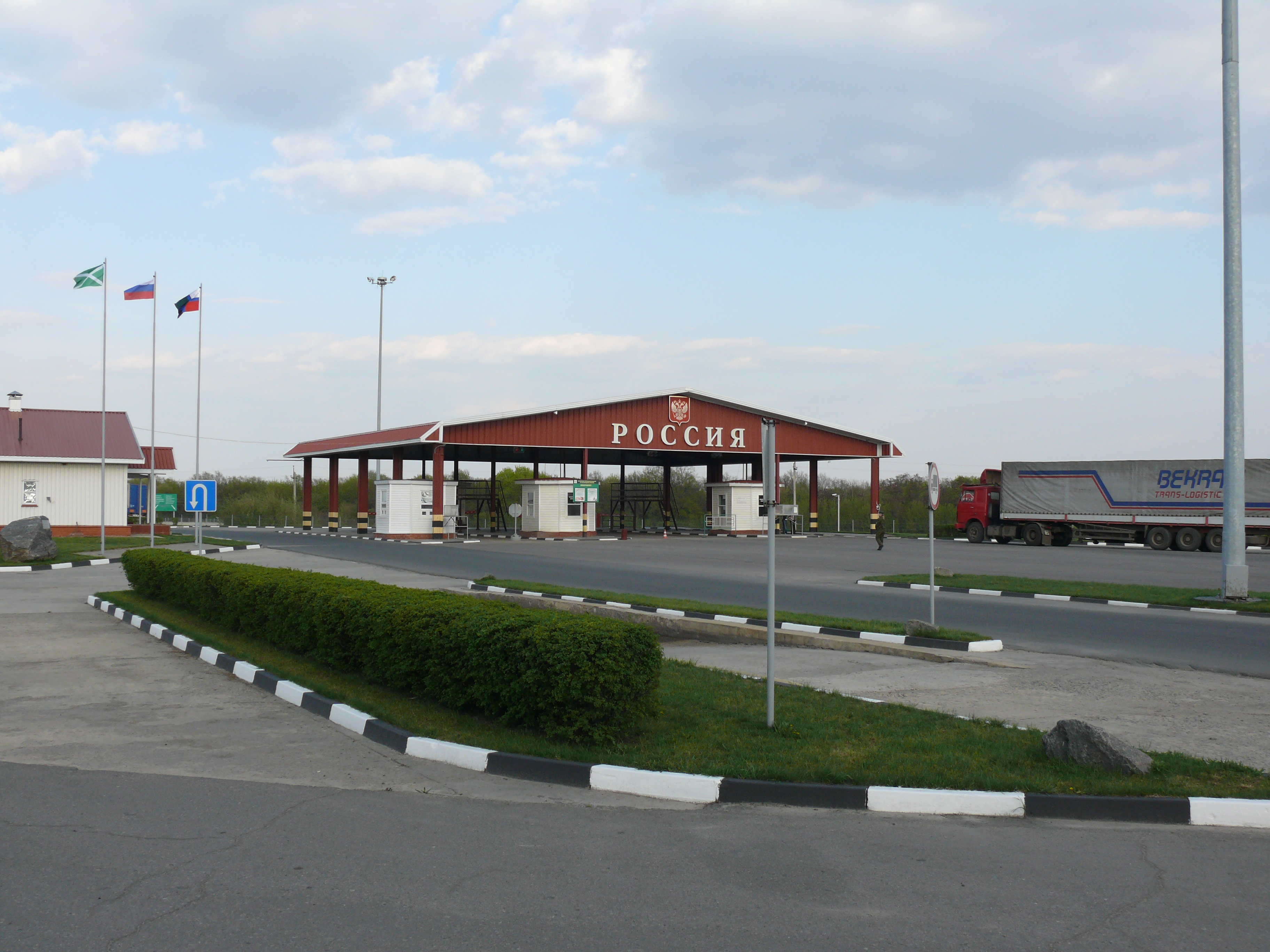
Douane de Russie.

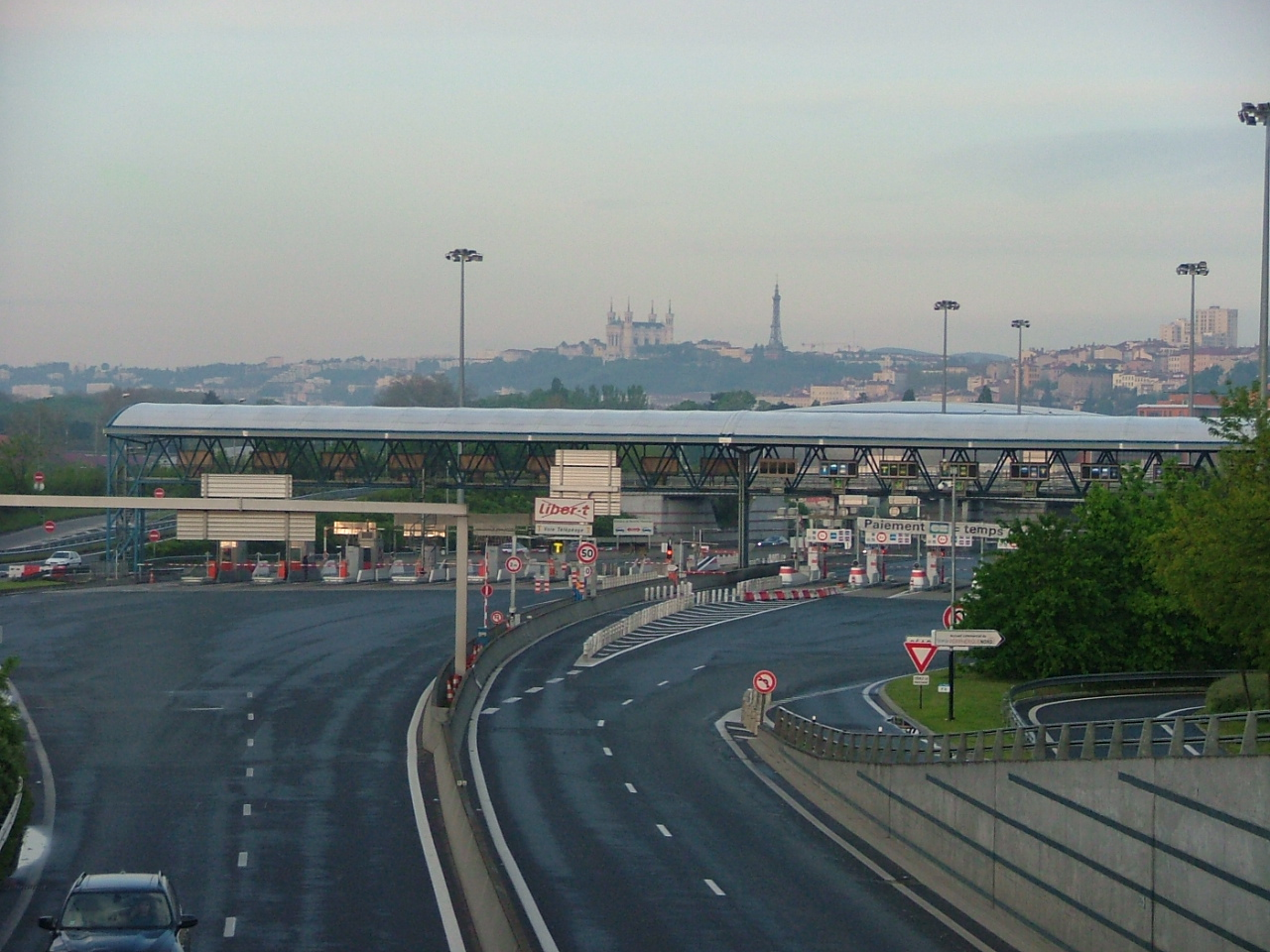
Gare de péage à Lyon, avec voies réservées au télépéage, France.
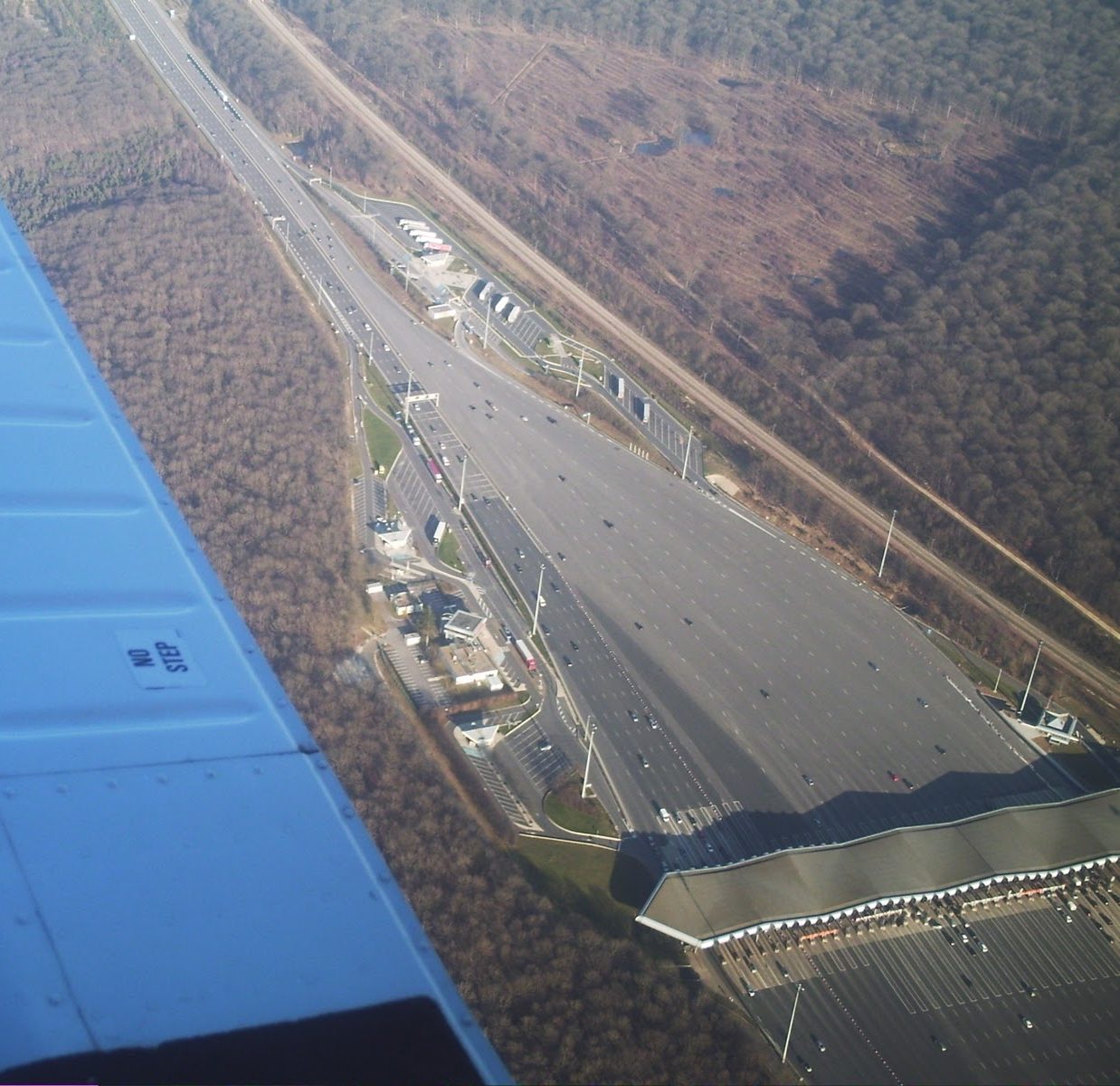
Vue aérienne du péage de Saint-Arnoult-en-Yvelines, France.
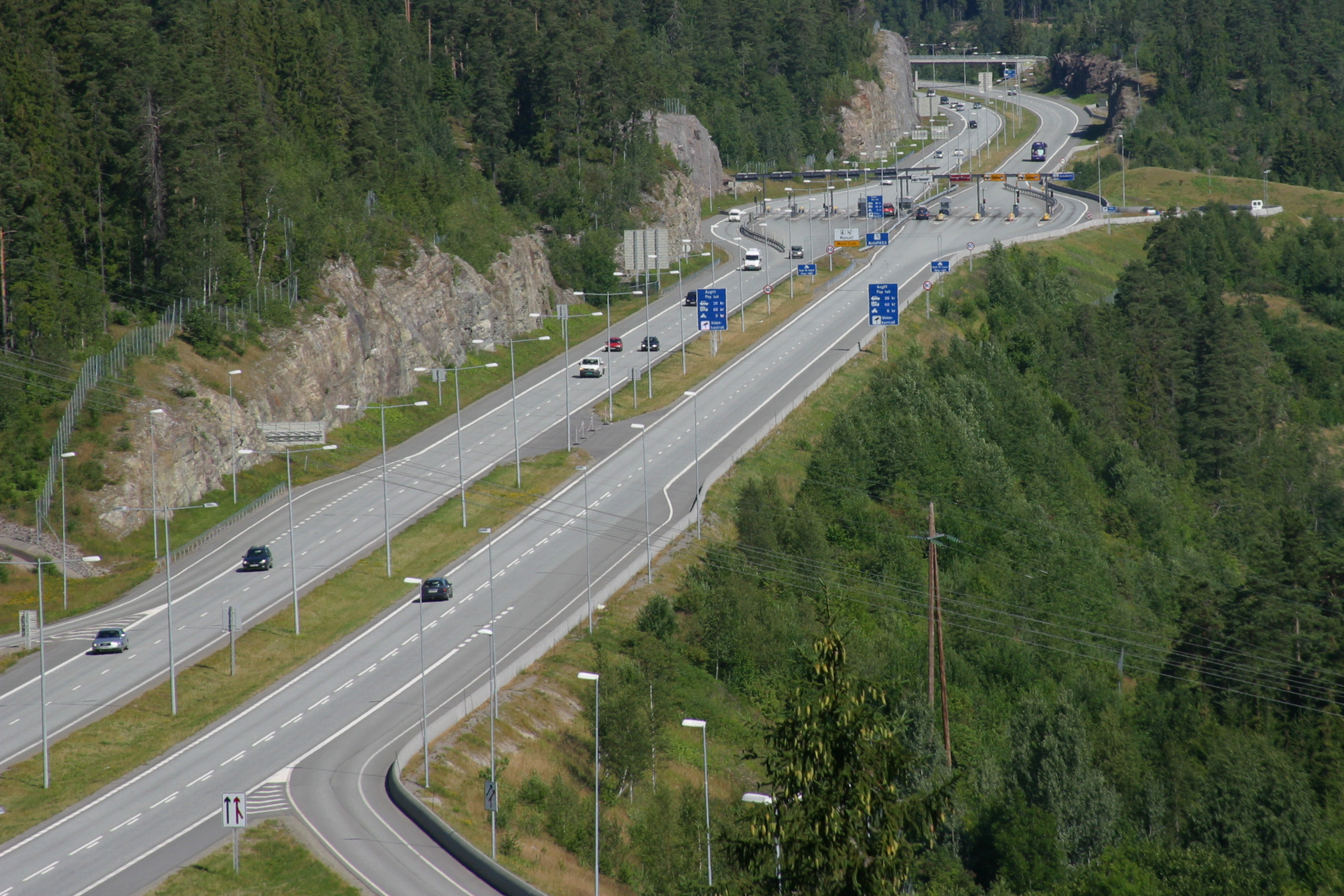
Gare de péage sur l'Е18 à Vestfold en Norvège.

### Signalisation

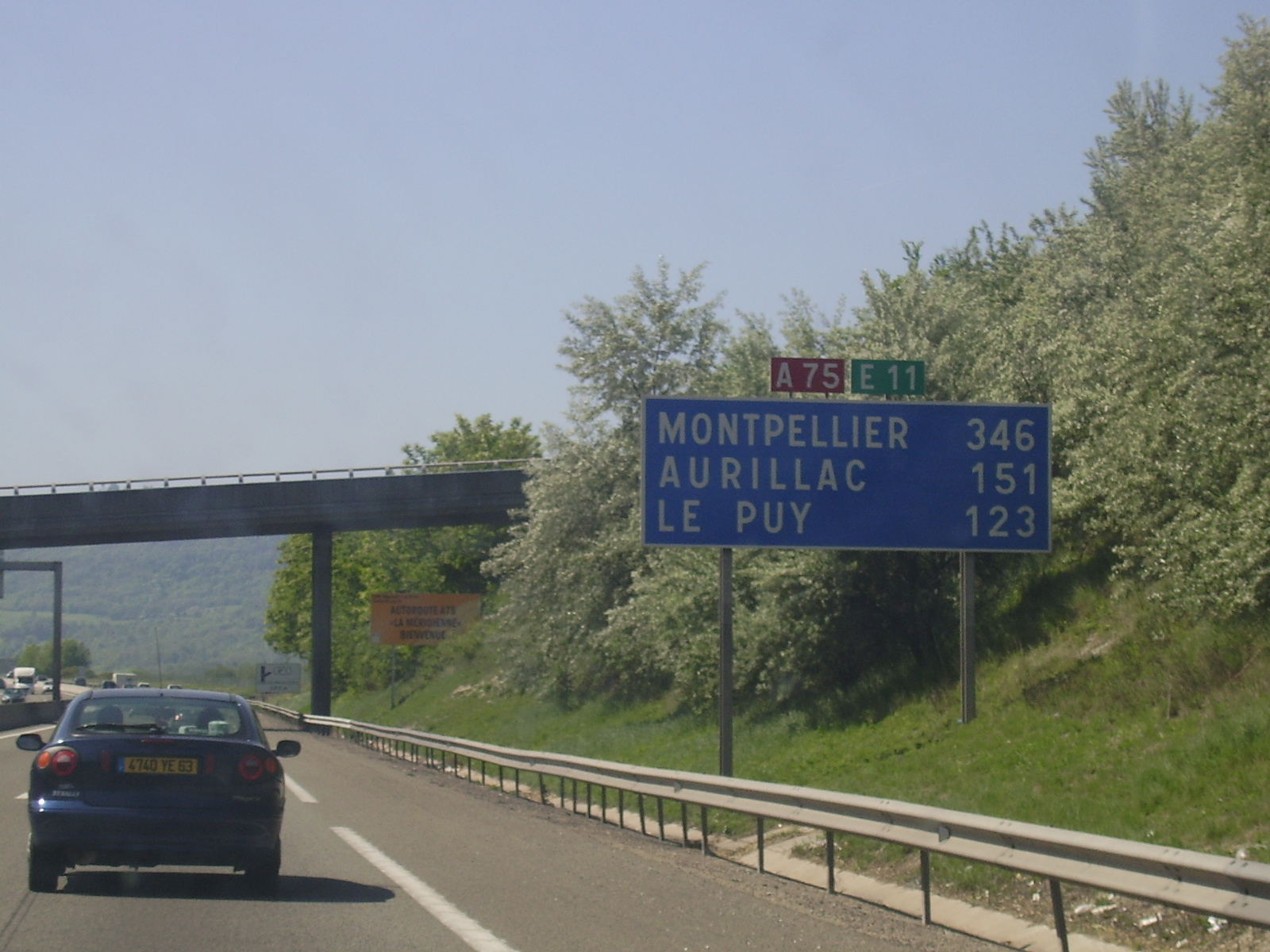
Un panneau respectant partiellement ces recommandations

Route européenne E40

Les routes sont étiquetées avec un panonceau portant l'inscription E suivi du numéro de la route.
L'UNECE a émis à destination des gouvernements les préconisations suivantes :
- La lettre E et les chiffres doivent être de la même hauteur.
- Les panneaux doivent être entourés d'une bande blanche.
- L'indication du numéro de route européenne doit être au moins aussi grande que l'indication du numéro de route nationale.

## Principe de numérotation
La numérotation des routes européennes ne tient pas compte du type de route (autoroute, route nationale, route régionale, etc.). Elle ne tient pas non plus compte de la présence de montagnes ou de mers, qui peuvent interrompre la route ; ces grandes routes correspondent donc plutôt à des itinéraires. Elle est basée sur un quadrillage du continent.
Le système de numérotation est défini par l'UNECE depuis 1975, avec un changement majeur en 1992 et divers amendements plus récents.
- Les routes ouest-est ont des numéros pairs (les numéros augmentent du nord au sud).
- Les routes nord-sud ont des numéros impairs (les numéros augmentent d'ouest en est).

Les routes principales dites « repères » ou « de référence » (formant le maillage principal le plus large), ainsi que les routes dites « intermédiaires » (qui augmentent la densité du maillage principal) constituent la « classe A » et sont numérotées avec des nombres inférieurs à 130 (initialement ils étaient limités à deux chiffres, mais l'extension du système à l'Est de l'Europe a nécessité une extension de la numérotation, les numéros 100 à 129 n'étant pas utilisés par les routes de classe B, car elles seraient situées au nord-ouest dans l'océan Atlantique avec le maillage standard).
- Les routes principales « repères » ou « de référence » ouest-est ont des nombres se terminant par le chiffre 0 (pair), autrement dit leur numéro est de la forme E w0.
- Les routes principales « repères » ou « de référence » nord-sud ont des nombres à deux chiffres et se terminent par le chiffre 5 (impair), autrement dit leur numéro est de la forme E n5.
- Les routes principales « intermédiaires » ont des nombres impairs à deux chiffres (nord-sud) ou des nombres pairs à deux chiffres (ouest-est). Leurs numéros sont intermédiaires entre ceux des routes principales « repère » ou « de référence » qui les encadrent.
- Cas particuliers : les routes nord-sud de « classe A » situées à l'est de la route E 99 (essentiellement en Russie dans sa partie européenne et en Ukraine) ont des numéros impairs à 3 chiffres entre E 101 et E 129. Pour l'autre axe ouest-est, les routes existantes (de E 02 à E 98) ont été simplement prolongées vers l'est, mais il est encore possible d'étendre la numérotation si nécessaire avec des numéros pairs de E 100 à E 128 (pour inclure une partie de l'Afrique du Nord dans ce système ou de les utiliser pour certains axes en diagonale). Les autres règles s'appliquent à ces routes.

Les routes secondaires dites « embranchements », « rocades », « liaisons » constituent la « classe B » et sont numérotées avec des nombres à trois chiffres à partir de 130, au format E wnz :
- le 1er chiffre w, quand il est pair, est celui de la route « repère » ou « de référence » circulant sur un axe ouest-est et la plus proche au nord (de numéro E w0).
- le 2e chiffre n, quand il est impair, est celui de la route « repère » ou « de référence » circulant sur un axe nord-sud et la plus proche à l'ouest (de numéro E n5), ou bien le chiffre 0 s'il n'y a pas de route repère nord-sud plus vers l'ouest.
- le 3e chiffre z est un simple numéro de série (très rarement nul), sans signification géographique, alloué au fur et à mesure des besoins ; lors de la réorganisation de certains axes, ils peuvent être fusionnés en un seul pour libérer un des numéros.
- L'allocation des deux premiers chiffres peut aussi se faire en permutant les axes de référence : en effet les routes principales ne sont pas exactement nord-sud ou est-ouest, et la recherche des routes principales ne tient pas compte des changements locaux de direction (la direction générale des axes n'est définie que sur l'axe complet) ; les règles ci-dessus ne sont pas strictes, car il faut aussi éviter de renuméroter des axes existants quand ils sont déjà entrés dans la signalisation de certains pays traversés (le remplacement de cette signalisation peut avoir un coût non négligeable, non seulement sur les axes eux-mêmes mais aussi sur les panneaux directionnels des axes secondaires hors du réseau européen, et destinés à y mener).

Ce système laisse de larges tranches de numéros à 3 chiffres inutilisées car selon l'ordre de la grille, les routes de classes B obéissant aux règles ci-dessus tomberaient entièrement en mer selon la grille dressée par les axes principaux de la classe A. Cela laisse la place à des extensions et cela a permis justement d'étendre vers l'est la grille de numérotation des axes nord-sud (dans un premier temps essentiellement en Ukraine et dans la partie européenne de la Russie à l'ouest de Moscou vers l'Europe du Sud, puis jusqu'à l'Oural pour les axes russes se dirigeant vers l'Asie occidentale, ou vers l'Asie centrale et du Sud, les axes russes transsibériens vers l'Asie orientale reprenant la numération des axes ouest-est déjà définis en Europe occidentale et qu'il prolongent), en utilisant les numéros impairs (nord-sud) de E 101 à E 129 inutilisée par les routes de classe B.
Les numéros pairs (axes ouest-est) de la tranche E 102 à E 128 restent inutilisés, de même que tous les numéros de la forme E w00 (de E 100 à E900) qui restent réservés.
Toutefois, même dans la grille principale de la classe A, certains numéros ne correspondent encore à aucune route existante, mais plutôt à des axes prévus dans le futur et à aménager.

### Extensions
L'annexe I contenant les trajets des routes E contenue dans l'accord de 1975 a été amendée à de nombreuses reprises et le sera sans doute encore dans l'avenir.
Les principales modifications sont une extension vers l'est, au niveau des pays de la CEI et de la Turquie ; les extensions sont également effectuées dans la partie asiatique de la Russie.
La liste des routes E reprise ci-après reprend ces extensions mais celles-ci ne figurent pas sur le site elbruz.org qui sert de référence dans les pages détails. L'information est donnée en deux parties - partie d'origine, puis éventuellement partie modifiée. Cependant, pour ces extensions, la liste des carrefours et embranchements n'est pas reprise sur un document officiel ; ces informations doivent donc être vérifiées avant toute utilisation et sont données sous réserve, de même que l'orthographe des lieux.

## Routes de classe A

### Routes de référence et intermédiaires «nord-sud»
Selon les principes indiqués ci-dessus, elles ont une numérotation impaire

#### Liste brève des routes de référence «nord-sud»
E 5-E 15-E 25-E 35-E 45-E 55-E 65-E 75-E 85-E 95.
et au-delà de E95 :
E 101-E 105-E 115-E 117-E 119-E 121-E 123-E 125-E 127.

#### Liste détaillée des routes de référence et intermédiaires «nord-sud»
Dans cette liste plus détaillée, les routes de référence sont rappelées par un commentaire entre parenthèses.

##### Routes de E1 à E9
- E 1 Larne (GB) - Séville (E) via Dublin et Lisbonne ~2 500 km
- E 3 Cherbourg - La Rochelle (F) ~450 km
- E 5 Greenock (GB) - Algésiras (E) via Paris et Madrid (route de référence) ~3 070 km
- E 7 Langon (F) - Saragosse (E) ~400 km
- E 9 Orléans (F) - Barcelone (E) ~970 km

##### Routes de E11 à E19
- E 11 Vierzon - Béziers (F) ~600 km
- E 13 Doncaster - Londres (GB) ~330 km
- E 15 Inverness (GB) - Algésiras (E) via Londres et Paris (route de référence) ~3 600 km
- E 17 Anvers (B) - Beaune (F) ~700 km
- E 19 Amsterdam (NL) - Paris (F) via Bruxelles ~515 km

##### Routes de E21 à E29
- E 21 Metz (F) - Genève (CH) ~460 km
- E 23 Metz (F) - Lausanne (CH) ~390 km
- E 25 Hoek van Holland - Rotterdam (NL) - Gênes (I) - Palerme (I) via Liège et Luxembourg  (route de référence) ~1 500 km
- E 27 Belfort (F) - Aoste (I) via Berne ~550 km
- E 29 Cologne (D) - Sarreguemines (F) -  E 25via Luxembourg ~325 km

##### Routes de E31 à E39
- E 31 Rotterdam (NL) - Ludwigshafen (D)
- E 33 Parme - La Spezia (I)
- E 35 Amsterdam (NL) - Rome (I) (route de référence)
- E 37 Brême - Cologne (D)
- E 39 Trondheim (N) - Ålborg (DK)

##### Routes de E41 à E49
- E 41 Dortmund (D) - Altdorf (CH)
- E 43 Wurtzbourg (D) - Bellinzone (CH)
- E 45 Alta (N) - Gela (I) (route de référence)
- E 47 Helsingborg (S) - Lübeck (D)
- E 49 Magdebourg (D) - Vienne (A)

##### Routes de E51 à E59
- E 51 Berlin - Nuremberg (D)
- E 53 Plzeň (CZ) - Munich (D)
- E 55 Helsingborg (S) - Kalamata (GR) via Copenhague, Berlin et Prague (route de référence)
- E 57 Sattledt (A) - Ljubljana (SLO)
- E 59 Prague (CZ) - Zagreb (HR) via Vienne

##### Routes de E61 à E69
- E 61 Villach (A) - Rijeka (HR) via Ljubljana
- E 63 Sodankylä - Turku (FIN)
- E 65 Malmö (S) - La Canée (GR) via Prague, Bratislava, Zagreb, Podgorica et Skopje (route de référence)
- E 67 Helsinki (FIN) - Prague (CZ) via Tallinn, Riga et Varsovie
- E 69 Nordkapp - Olderfjord (N)

##### Routes de E71 à E79
- E 71 Košice (SK) - Split (HR) via Budapest
- E 73 Budapest (H) - Metković (HR)
- E 75 Vardø (N) - Sitía (GR) via Helsinki, Bratislava, Budapest, Belgrade, Skopje et Athènes (route de référence)
- E 77 Pskov (RUS) - Budapest (H) via Riga, Gdańsk et Varsovie
- E 79 Miskolc (H) - Thessalonique (GR) via Sofia

##### Routes de E81 à E87
- E 81 Moukatcheve (UA) - Halmeu - Pitești (RO) - Bucarest (RO)
- E 83 Byala - Sofia (BG)
- E 85 Klaipėda (LT) - Alexandroúpoli (GR) via Vilnius et Bucarest (route de référence)
- E 87 Odessa (UA) - Eceabat (TR) - Asie

##### Routes de E95 & E97
- E 95 Saint-Pétersbourg (RUS) - Odessa (UA) - Asie via Kiev (route de référence)
- E 97 Kherson (UA) − Sotchi (RUS) − Asie
- E 99 Şanlıurfa - Diyarbakır - Bitlis - Doğubayazıt - Iğdır - Dilucu (TR) - Sadarak (AZ)[5]

##### Routes de E101 à E129
- E 101 Moscou (RUS) − Kiev (UA) (route de référence)
- E 105 Kirkenes (N) − Yalta (UA) (route de référence)
- E 115 Moscou - Novorossiisk (RUS) (route de référence)
- E 117 Mineralnye Vody − Vladikavkaz (RUS) − Nourduz (IR) (route de référence)
- E 119 Moscou − Makhatchkala (RUS) − Astara (AZ-IR) (route de référence)
- E 121 Samara (RUS) − Asie (route de référence)
- E 123 Tcheliabinsk (RUS) − Asie (route de référence)
- E 125 Ishim (RUS) − Asie (route de référence)
- E 127 Omsk (RUS) − Asie (prolongement E 30) (route de référence)

### Routes de référence et intermédiaires «ouest-est»
Selon les principes indiqués ci-dessus, elles ont une numérotation paire

#### Liste brève des routes de référence «ouest-est»
E 10-E 20-E 30-E 40-E 50-E 60-E 70-E 80-E 90

#### Liste détaillée des routes de référence et intermédiaires «ouest-est»
Dans cette liste plus détaillée, les routes de référence sont rappelées, par un commentaire entre parenthèses.

##### Routes (*) de E4 à E8
- E 4 Helsingborg (S) - Tornio (FIN) via Stockholm (**)
- E 6 Trelleborg (S) - Kirkenes (N) via Oslo (**)
- E 8 Tromsø (N) - Tornio - Turku (FIN)

Remarques : 

(*) La numérotation E2 utilisée dans un précédent système (ancienne liaison Londres-Brindisi) n'est plus attribuée.

(**) Les routes E4 et E6 sont les anciennes routes E4 et E6 (avant renumérotation) qui n'ont pas été renumérotées respectivement en E55 et E47 ; elles en constituent cependant les origines à Helsingborg.

##### Routes de E10 à E18
- E 10 Å (N) - Luleå (S) (route de référence)
- E 12 Mo i Rana (N) - Helsinki (FIN)
- E 14 Trondheim (N) - Sundsvall (S)
- E 16 Londonderry (GB) - Oslo (N)
- E 18 Craigavon (GB) - Saint-Pétersbourg (RUS) via Oslo, Stockholm et Helsinki 2 870 km

##### Routes de E20 à E28
- E 20 Shannon (IRL) - Saint-Pétersbourg (RUS) via Dublin, Copenhague, Tallinn et Stockholm (route de référence)
- E 22 Holyhead (GB) - Norrköping (S) - Nijni Novgorod (RUS) via Amsterdam
- E 24 Birmingham - Ipswich (GB)
- E 26 Hambourg - Berlin (D)
- E 28 Berlin (D) - Gdańsk (PL)

##### Routes de E30 à E38
- E 30 Cork (IRL) - Samara - Oufa (RUS) via Londres, Berlin, Varsovie, Minsk et Moscou (route de référence)
- E 32 Colchester - Harwich (GB)
- E 34 Zeebruges (B) - Bad Oeynhausen (D)
- E 36 Berlin (D) - Legnica (PL)
- E 38 Hloukhiv (UA) - Saratov (RUS)

##### Routes de E40 à E48
- E 40 Calais (F) - Rostov-sur-le-Don (RUS) - Astrakhan (RUS) - Asie via Bruxelles (route de référence)
- E 42 Dunkerque (F) - Aschaffenbourg (D)
- E 44 Le Havre (F) - Giessen (D)  via Luxembourg
- E 46 Cherbourg (F) - Liège (B)
- E 48 Schweinfurt (D) - Prague (CZ)

##### Routes de E50 à E58
- E 50 Brest (F) - Moukatcheve (UA) - Makhatchkala (RUS) via Paris et Prague (route de référence)
- E 52 Strasbourg (F) - Salzbourg (A)
- E 54 Paris (F) - Munich (D)
- E 56 Nuremberg (D) - Sattledt (A)
- E 58 Vienne (A) - Bratislava (SK) - Rostov-sur-le-Don (RUS)

##### Routes de E60 à E68
- E 60 Brest (F) - Constanța (RO) via Bâle Vienne Budapest Bucarest (route de référence)
- E 62 Nantes (F) - Gênes (I)
- E 64 Turin - Brescia (I)
- E 66 Fortezza (I) - Székesfehérvár (H)
- E 68 Szeged (H) - Brașov (RO)

##### Routes de E70 à E78
- E 70 La Corogne (E) - Varna (BG) - Asie via Ljubljana Belgrade Bucarest (route de référence)
- E 72 Bordeaux - Toulouse (F)
- E 74 Nice (F) - Alexandrie (I)
- E 76 Migliarino - Florence (I)
- E 78 Grosseto - Fano (I)

##### Routes de E80 à E86
- E 80 Lisbonne (P) - Bazargan (IR) (route de référence)
- E 82 Porto (P) - Tordesillas (E)
- E 84 Keşan - Silivri (TR)
- E 86 Krystallopigí - Géfyra (GR)
- E 88 Ankara - Yozgat - Sivas - Refahiye (TR)[5]

##### Routes de E90 à E94
- E 90 Lisbonne (P) - Gelibolu (TR) - Asie via Madrid (route de référence)
- E 92 Igoumenítsa - Vólos (GR)
- E 94 Corinthe - Athènes (GR)
- E 96 Izmir - Uşak - Afyonkarahisar - Sivrihisar (TR)[5].

## Routes de classe B (branches)

### Routes E1xx
- E 125 Ichim (RUS) - Frontière Kirghizistan-Chine
- E 134 Haugesund - Drammen (N)
- E 136 Ålesund - Dombås (N)

### Routes E2xx
- E 201 Cork - Portlaoise (IRL)
- E 231 Amsterdam - Amersfoort (NL)
- E 232 Amersfoort - Groningue (NL)
- E 233 Hoogeveen (NL) - Brême (D)
- E 234 Cuxhaven - Walsrode (D)
- E 251 Sassnitz - Berlin (D)
- E 261 Świecie - Wrocław (PL)
- E 262 Kaunas (LT) - Ostrov (RUS)
- E 263 Tallinn - Tartu - Luhamaa (EE)
- E 264 Jõhvi - Tartu - Valga (EE) - Valka - Valmiera - Inčukalns (LV)
- E 271 Klaipėda (LT) - Homiel (BY)
- E 272 Klaipėda - Vilnius (LT)

### Routes E3xx
- E 311 Bréda - Utrecht (NL)
- E 312 Flessingue - Eindhoven (NL)
- E 313 Anvers - Liège (B)
- E 314 Louvain (B) - Aix-la-Chapelle (D)
- E 331 Dortmund - Cassel (D)
- E 371 Radom (PL) - Prešov (SK)
- E 372 Varsovie (PL) - Lviv (UA)
- E 373 Lublin (PL) - Kovel - Kiev (UA)
- E 381 Kiev (UA) - Orel (RUS)
- E 391 Trosna (RUS) - Hloukhiv (UA)

### Routes E4xx
- E 401 Saint-Brieuc - Caen (F)
- E 402 Calais - Le Mans (F)
- E 403 Zeebruges - Bruges - Tournai (B)
- E 404 Jabbeke - Zeebruges (B)
- E 411 Bruxelles (B) - Uckange en direction de Metz (F)
- E 420 Nivelles (B) - Reims (F)
- E 421 Aix-la-Chapelle (D) - Luxembourg (L) via E42
- E 422 Trèves - Sarrebruck (D)
- E 429 Tournai - Hal (B)
- E 441 Chemnitz - Plauen (D)
- E 442 Karlovy Vary (CZ) - Žilina (SK)
- E 451 Giessen - Mannheim (D)
- E 461 Svitavy (CZ) - Vienne (A)
- E 462 Brno (CZ) - Cracovie (PL)
- E 471 Moukatcheve - Lviv (UA)

### Routes E5xx
- E 501 Le Mans - Angers (F)
- E 502 Le Mans - Tours (F)
- E 511 Courtenay - Troyes (F)
- E 512 Remiremont - Mulhouse (F)
- E 531 Offenbourg - Donaueschingen (D)
- E 532 Memmingen - Füssen (D)
- E 533 Munich (D) - Innsbruck (A)
- E 551 České Budějovice - Humpolec (CZ)
- E 552 Munich (D) - Linz (A)
- E 571 Bratislava - Košice (SK)
- E 572 Trenčín - Žiar nad Hronom (SK)
- E 573 Püspökladány (H) - Oujhorod (UA)
- E 574 Bacău - Pitești (RO) - Craiova (RO)
- E 575 Bratislava (SK) - Győr (H)
- E 576 Cluj-Napoca - Dej (RO)
- E 577
- E 578 Sărățel (en) - Chichiş (en) (RO)
- E 581 Mărășești (RO) - Odessa (UA)
- E 583 Roman - Iași (RO) - Jytomyr (UA)
- E 584 Poltava (UA) − Slobozia (RO)
- E 592 Krasnodar - Djoubga (RUS)

### Routes E6xx
- E 601 Niort - La Rochelle (F)
- E 602 La Rochelle - Saintes (F)
- E 603 Saintes - Limoges (F)
- E 604 Tours - Vierzon (F)
- E 606 Angoulême - Bordeaux (F)
- E 607 Digoin - Chalon-sur-Saône (F)
- E 611 Lyon - Pont-d'Ain (F)
- E 612 Ivréa - Turin (I)
- E 641 Wörgl - Salzbourg (A)
- E 651 Altenmarkt im Pongau - Liezen (A)
- E 652 Klagenfurt (A) - Naklo (SLO)
- E 653
- E 661 Balatonkeresztúr (H) - Zenica (BiH)
- E 662 Subotica (SRB) - Osijek (HR)
- E 671 Timișoara - Oradea (RO)
- E 673 Lugoj - Deva (RO)
- E 675 Constanța (RO) - Kardam (en) (BG)

### Routes E7xx
- E 711 Lyon - Grenoble (F)
- E 712 Genève (CH) - Marseille (F)
- E 713 Valence (F) - Grenoble (F)
- E 714 Orange (F) - Marseille (F)
- E 717 Turin - Savone (I)
- E 751 Rijeka (HR) - Koper/Capodistria (SLO)
- E 761 Bihać (BiH) - Zaječar (SRB)
- E 762 Sarajevo (BiH) - Podgorica (MNE) - Frontière albanaise en direction de Shkodër
- E 763 Belgrade (SRB) - Bijelo Polje (MNE)
- E 771 Drobeta-Turnu Severin (RO) - Niš (SRB)
- E 772 Yablanitsa (MK) - Belokopitovo en direction de Šumen (BG)
- E 773 Popovica - Bourgas (BG)

### Routes E8xx
- E 801 Coimbra (P) - Verín (E)
- E 802 Bragance - Ourique (P)
- E 803 Salamanque - Séville (E)
- E 804 Bilbao - Saragosse (E)
- E 805 Famalicão (en) - Chaves (P)
- E 806 Torres Novas - Guarda (P)
- E 821 Rome - San Cesareo (I)
- E 840 Sassari - Civitavecchia  E 80 (I)
- E 841 Avellino - Salerne (I)
- E 842 Naples - Canosa di Puglia (I)
- E 843 Bari - Tarente (I)
- E 844 Spezzano Albanese - Sibari (I)
- E 846 Cosenza - Crotone (I)
- E 847 Sicignano degli Alburni - Metaponto (Tarente) (I)
- E 848 Sant'Eufemia Lamezia - Catanzaro (I)
- E 851 Petrovac (MNE) - Ulcinj (MNE) - Albanie - Prizren (RKS) - Pristina (RKS)
- E 852 Ohrid (MK) - Frontière albanaise en direction d'Elbasan et Tirana
- E 853 Ioannina (GR) - Frontière albanaise en direction de Vlora
- E 871 Sofia (BG) - Kumanovo (MK)
- E 881

### Routes E9xx
- E 901 Madrid - Valence (E)
- E 902 Jaén - Malaga (E)
- E 903 Mérida - Alicante (E)
- E 931 Mazara del Vallo - Gela (I)
- E 932 Buonfornello - Catane (I)
- E 933 Alcamo - Trapani (I)
- E 951 Ioannina - Missolonghi (GR)
- E 952 Aktion - Lamía (GR)
- E 961 Tripoli - Gýthio (GR)
- E 962 Elefsina - Thíva (GR)

### Routes E0xx
Les routes d’embranchement, de rocade ou de liaison situées à l’est de la E 101 ont des numéros à trois chiffres commençant par 0 et allant de 001 à 099.
- E 017 Ielabouga - Oufa [5]
- E 018 Jezkazgan - Karaganda - Pavlodar - Uspenka [5]
- E 019 Petropavlovsk - Zapadnoe [5]

## Quelques liaisons entre grandes villes européennes
Divers itinéraires autoroutiers ou à grande circulation, entre des capitales ou autres grandes villes des pays d'Europe, empruntent des tronçons des différentes routes européennes actuelles.
Les mentions « X/Y » utilisées dans les descriptifs suivant indiquent les passages d'un pays de code minéralogique « X » au pays voisin de code « Y ».

### Itinéraire: Paris (F) - Berlin (D) - Moscou (RUS)
Cet axe représente 2 844 km et environ 28 heures de conduite.
Il passe également par les deux capitales : Varsovie (PL) et Minsk (BY).
Les pays successivement parcourus sont : la France (F), la Belgique (B), l'Allemagne (D), la Pologne (PL), la Biélorussie (BY) et enfin la Russie (RUS).
- Paris (Bld périphérique :  A1 ou Bld des Maréchaux : Porte de la Chapelle)
- E 19 (A1 A2 F/B )
- E 42 ()
- E 40 ( B/D  )
- E 37 ()
- E 34 ()
- E 30( )
- Berlin (Ring sud)
- E 30 (  D/PL   et Route 8)
- Varsovie (Wybrzeże Gdańskie, Wybrzeże Kościuszkowskie, Wioślarska, Solec, most Łazienkowski, Aleja Stanów Zjednoczonych, Ostrobramska )
- E 30 (Route 2 et  PL/BY Варшавское ш./Варшаўская шаша, Парковая ул. vulica 28, vulica Maskoŭskaja, )
- Minsk (Rocade sud )
- E 30 ( BY/RUS )
- Moscou (MKAD/МКАД).

### Itinéraire:Oslo(N) -Hambourg(D) -Luxembourg(L) -Lyon(F) -Barcelone(E)
Cet axe représente 2 579 km et environ 25 heures de conduite.
Les pays successivement traversés sont la Norvège (N) , le Danemark (DK) , l'Allemagne (D) , le Luxembourg (L) , la France (F) et l'Espagne (E).
- Oslo : E 18 (voie express).
- Kristiansand (N) E 39 (navette bateau pour Hirtshals (DK) ).
- E 39 (Hirtshalsmotorvejen).
- E 45 (Nordjyske Motorvej, Østjyske Motorvej, Sønderjyske Motorvej DK/D ).
- Hambourg.
- E 45 ().
- E 40 (  B429 B49 E 35 ,    D/L ).
- Luxembourg (Contournement).
- E 25 ( L/F A31).
- E 21 (A31).
- E 15 (A6.
- Lyon E 15 (Contournement est A46).
- E 15 (A7 A9 F/E AP-7).
- Barcelone. Centre-ville : E 9 (C-16).

### Itinéraire:Lisbonne(P) -Madrid(E) -Paris(F) -Amsterdam(NL)
Cet axe représente 2 392 km et environ 21 heures de conduite.
Les pays successivement traversés sont le Portugal (P), l'Espagne (E), la France (F) et le Pays-Bas (NL).
- Lisbonne
- E 1 (A2)
- E 90 (A6 P/E A-5
- Madrid
- E 5 (A-1 AP-1 AP-8 E/F A63
- Bordeaux
- E 5 (A630 A10)
- E 5 / E 50 (A10 A6b)
- Paris

→ Paris Centre : A6b Pte d'Italie / "PÉRIPHÉRIQUE-EST"
→ Contournement de Paris : A86 "LILLE"
- E 15 (A3 / "Porte de Bagnolet")
- E 15 / E 19 (A1)
- E 19 (A1 / "Porte de la Chapelle" A2 F/B
- Bruxelles
- E 19   B/NL
- Rotterdam
- E 19    )

"Via ANVERS"
- E 15 (A1
- E 17 (A1)
- Lille
- E 17 (A22 F/B )
- Anvers
- E 34 ()
- E 19 ( B/NL )
- E 312 (
- E 311 (
- E 25 ()
- Utrecht
- E 35 ()
- Amsterdam

### Itinéraire:Londres(GB) -Paris(F) -Rome(I)
Cet axe représente 1 165 miles et environ 18 heures de conduite.
Les pays successivement traversés sont le Royaume-Uni (GB), la France (F) et l'Italie (I).
Cet itinéraire passe aussi par Calais (F) et Gênes (I).
- Londres (M25 sortie A2).
- E 15 (M2 A2).
- Douvres GB/F Calais.
- E 15 (A26 A1).
- Paris

→ Paris Centre : A1 PARIS-CENTRE / Pte de la Chapelle.
→ Contournement de Paris : A3 LYON / PARIS-EST
puis A104 LYON par A5.
- E 15 (A6).
- E 21 (A6 A40).
- E 62 (A40).
- Genève.
- E 25 (A40 N205).
- F/ Tunnel du Mont-Blanc /I.
- E 25 (   ).
- E 80 ().
- Gênes (Rocade est ).
- E 80 (   ).
- Rome.

→ Accès centre : ROMA via della Magliana.
→ Accès nord & Vatican:  /  Via Aurelia / Città del Vaticano.
→ Accès sud :  NAPOLI / L'AQUILA / LATINA.

### Itinéraire:Paris(F) -Vienne(A)
Cet axe représente 1 236 km et environ 11 heures de conduite.
Les pays successivement traversés sont la France (F), l'Allemagne (D) et l'Autriche (A).
- Paris (Bld périphérique :  A4 ou Porte de Bercy
- E 50 (A4 A320 F/D )
- E 56 ( D/A )
- E 552 ()
- E 60 ()
- Vienne

### Itinéraire:Berlin(D) -Vienne(A) -Rome(I)
Cet axe représente 1 809 km et environ 17 heures de conduite.

### Itinéraire:Madrid(E) -Rome(I) -Athènes(GR)
Cet axe représente 3 272 km et environ 38 heures de conduite.

## Anciennes routes européennes
Avant la détermination actuelle, établie par l'accord européen du 15 novembre 1975 modifié, les routes européennes parcouraient des itinéraires différents, définis par le même organisme UNECE, mais dans un accord précédent du 16 septembre 1950.
Les codes minéralogiques utilisés dans cette section sont ceux qui étaient en vigueur en 1950, lors de la signature de l'accord.

### Grandes routes de trafic international
- E1 : Londres (GB) - Palerme (I), via Paris (F), Nice (F) et Rome (I), avec bateau de Southampton au Havre ;
- E2 : Londres (GB) - Brindisi (I) , via Lausanne (CH) et Milan (I) ;
- E3 : Lisbonne (P) - Stockholm (S), via Paris (F) ;
- E4 : Lisbonne (P) - Helsinki (SF), via Berne (CH), Copenhague (DK) et Stockholm (S) ;
- E5 : Londres (GB) - frontière turco-syrienne (SYR), via Vienne (A), Budapest (H), Belgrade (Y), Alexandroúpoli (GR), Istanbul (TR), Ankara (TR) ;
- E6 : Rome (I) - Stjørdal (S), via Berlin (BRD), Oslo (N) ;
- E7 : Rome (I) - Varsovie (PL), via Vienne (A) ;
- E8 : Londres (GB) - frontière soviéto-polonaise (SU), via La Haye (NL), Berlin (BRD), Varsovie (PL) ;
- E9 : Amsterdam (NL) - Gênes (I) , via Bâle (CH) ;
- E10 : Paris (F) - Amsterdam (NL), via Bruxelles (B), La Haye (NL) :
- E11 : Paris (F) - Salzbourg (A) ;
- E12 : Paris (F) - Moscou (SU), via Prague (CS), Varsovie (PL), Saint-Pétersbourg (SU) ;
- E13 : Lyon (F) - Venise (I) ;
- E14 : Trieste (I) - Szczecin (PL), via Prague (CS) ;
- E15 : Hambourg (BRD) - Budapest (H), via Berlin (BDR), Prague (CS) ;
- E16 : Bratislava (CS) - Gdynia (PL) ;
- E17 : Chagny (F) - Salzbourg (A) ;
- E18 : Stavanger (N) - Stockholm (S), via Oslo (N) ;
- E19 : frontière gréco-albanaise (AL) - Corinthe (GR), via Ioannina (GR)
- E20 : Koritza (AL) - Sofia (BG)
- E21 : Aoste (I) - Savone (I), via Turin (I) ;
- E21A : Martigny (CH) - Aoste (I) , via le Col du Grand-Saint-Bernard ;
- E21B : Genève (CH) - Aoste (I), via Bonneville (F), Mont Blanc (F)
- E22 : Berlin (BRD) - frontière soviéto-polonaise (SU), via Wrocław (PL), Opole (PL), Bytom (PL), Cracovie (PL), Rzeszów (PL), Przemyśl (PL) ;
- E23 : Ankara (TR) - frontière turco-iranienne (IR) ;
- E24 : Kömürler (TR) - frontière turco-iranienne (IR) ;
- E25 : Burgos (E) - Algésiras (MA), via Madrid (E), Bailén (E), Séville (E), Cadix (E) ;
- E26 : Barcelone (E) - Algésiras (MA), via Valence (E), Grenade (E), Malaga (E).

### Embranchements et rocades
| Ex0                                    | Ex1                                            | Ex2                                     | Ex3                                      | Ex4                                     | Ex5                                   | Ex6                                     | Ex7                                       | Ex8                                     | Ex9                                       |
| -------------------------------------- | ---------------------------------------------- | --------------------------------------- | ---------------------------------------- | --------------------------------------- | ------------------------------------- | --------------------------------------- | ----------------------------------------- | --------------------------------------- | ----------------------------------------- |
| Néant                                  | E31 de Londres (GB) à Glasgow (GB)             | E32 d'Abington (GB) à Édimbourg (GB)    | E33 de Northampton (GB) à Liverpool (GB) | E34 de Cannock (GB) à Holyhead (GB)     | E35 d'Amsterdam (NL) à Hambourg (BDR) | E36 de Hoek van Holland à Cologne (BDR) | E37 de Bréda (NL) à Utrecht (NL)          | E38 de Bréda (NL) à Eindhoven (NL)      | E39 d'Anvers (NL) à Aix-la-Chapelle       |
| E40 de Bruxelles (B) à Bastogne (B)    | E41 de Calais (F) à Liège (B) 332 km           | E42 de Phalsbourg (BDR) à Cologne (BDR) | E43 d'Avallon (F) à Dijon (F) 101 km     | E44 de Belfort (F) à Mulhouse (F) 48 km | E45 de Dole (F) à Genève (CH)         | E46 de Lyon (F) à Genève (CH) 156 km    | E47 d'Aix-en-P. (F) à Marseille (F) 26 km | E48 de Nîmes (F) à Marseille (F) 114 km | E49 de Bordeaux (F) à Narbonne (F) 397 km |
| E50 de Coimbra (P) à San Sebastián (E) | E51 (P) Albergaria-a-Velha à Celorico da Beira | E52 Vila Franca de Xira à Séville (E)   | E53 de Turin (I) à Tortone (I)           | E54 de Casteggio (I) à Plaisance (I)    | E55 de Pise (I) à Pistoia (I)         | E56 Ponte-Garigliano (I) à Foggia (I)   | E57 de Naples (I) à Arienzo (I)           | E58 de Bari (I) à Tarente (I)           | E59 de Messine (I) à Syracuse (I)         |
| E60                                    | E61                                            | E62                                     | E63                                      | E64                                     | E65                                   | E66                                     | E67                                       | E68                                     | E69                                       |
| E70                                    | E71                                            | E72                                     | E73                                      | E74                                     | E75                                   | Néant                                   | E77                                       | E78                                     | E79                                       |
| E80                                    | E81                                            | E82                                     | E83                                      | E84                                     | E85                                   | E86                                     | E87                                       | E88                                     | E89                                       |
| E90                                    | E91                                            | E92                                     | E93                                      | E94                                     | E95                                   | E96                                     | E97                                       | E98                                     | E99                                       |
| E100                                   | E101                                           | E102                                    | E103                                     | E104                                    | E105                                  | E106                                    | Néant                                     | Néant                                   | Néant                                     |

## Réseaux routiers voisins
- Routes internationales dans l'Arabie orientale
- Réseau routier asiatique